# Telescópio espacial Hubble
O Telescópio Espacial Hubble (em inglês Hubble Space Telescope, HST) é um satélite artificial não tripulado que transporta um grande telescópio para luz visível e infravermelha. Foi lançado pela NASA, a agência espacial dos Estados Unidos, em 24 de abril de 1990, a bordo do ônibus espacial (em Portugal, vaivém espacial) Discovery (missão STS-31). O Hubble já recebeu várias visitas da NASA, em órbita, para manutenção e substituição de equipamentos obsoletos ou inoperantes.
O telescópio é a primeira missão da NASA pertencente aos Grandes Observatórios Espaciais (Great Observatories Program), que consistem numa família de quatro observatórios orbitais, cada um observando o Universo num comprimento diferente de onda: luz visível, raios gama, raios-X e infravermelho. Pela primeira vez se tornou possível ver e estudar, com muito mais detalhe, estruturas do Universo até então desconhecidas, ou pouco observadas, além da nossa galáxia. O Hubble, de uma forma geral, deu à civilização uma nova visão do universo e proporcionou um salto equivalente ao dado pela luneta de Galileu Galilei no século XVII.
Desde a concepção original, em 1946, a iniciativa de se construir um telescópio espacial sofreu inúmeros atrasos e problemas orçamentais. Logo após o lançamento, o Hubble apresentou uma aberração esférica no espelho principal que parecia comprometer todas as potencialidades do telescópio. A situação, porém, foi corrigida numa missão especialmente concebida para a reparação do equipamento, em 1993, que passou a operar como planejado, tornando-se uma ferramenta vital para a astronomia. Imaginado nos anos 1940, projetado e construído nos anos 1970-80, e em funcionamento desde 1990, o Telescópio Espacial Hubble recebeu esse nome em homenagem a Edwin Powell Hubble, que revolucionou a Astronomia ao identificar que a velocidade de afastamento das galáxias é proporcional à sua distância.
Hubble é o telescópio de luz visível no programa Grandes Observatórios Astronômicos da NASA; outras partes do espectro são cobertas pelo Observatório de Raios Gama Compton, o Observatório de raios-X Chandra e o Telescópio espacial Spitzer (que cobre as bandas de infravermelho). O sucessor da banda do infravermelho médio para o visível do telescópio Hubble é o Telescópio Espacial James Webb (JWST), que foi lançado em 25 de dezembro de 2021, com o Telescópio Espacial Nancy Grace Roman esperado para ser colocado em ação em 2027.

## História

### Concepção e objetivos
A história do Telescópio Espacial Hubble pode ser rastreada até 1923, quando Hermann Oberth (considerado junto com Robert Goddard e Konstantin Tsiolkovsky os pais dos foguetes modernos) publicou Die Rakete zu den Planetenräumen (O Foguete no Espaço Planetário), onde mencionou como um telescópio poderia ser lançado em órbita da Terra por um foguete.
A astronomia baseada no espaço estava apenas no início nos anos seguintes à Segunda Guerra Mundial, período em que os cientistas utilizaram a tecnologia melhorada dos foguetes. Em 1946 o astrônomo Lyman Spitzer escreveu o artigo Astronomical advantages of an extraterrestrial observatory (Vantagens Astronômicas de um Observatório Extraterrestre), onde discutiu as duas principais vantagens que um observatório baseado no espaço teria a mais do que os telescópios terrestres: primeiro, a resolução óptica (distância mínima de separação entre objetos na qual eles permaneçam claramente distintos) estaria limitada apenas pela difração, em oposição aos efeitos da turbulência da atmosfera que provocam o fenômeno do seeing. Os telescópios terrestres estão tipicamente limitados a resoluções de 0,5–1,0 segundos de arco (arcsec), comparativamente aos valores teóricos de resolução de difração, limitada de cerca de 0,1 arc para um telescópio com um espelho de 2,5 m em diâmetro. A segunda maior vantagem seria a possibilidade de observar luz infravermelha e ultravioleta, que são fortemente absorvidas pela atmosfera. No mesmo ano, foram obtidos os primeiros espectros ultravioleta do Sol.
Em 1962 ocorreram vários eventos importantes: a NASA lançou o Orbiting Solar Observatory para obter espectros de UV, raio-X e raios gama; a Academia Nacional de Ciências dos Estados Unidos publicou um relatório recomendando o desenvolvimento de um telescópio espacial como parte integrante do programa espacial, e o Reino Unido lançou um telescópio em órbita como parte do programa espacial Ariel. Em 1965 Spitzer, que dedicou grande parte de sua carreira para estimular o desenvolvimento de um observatório espacial, foi indicado como dirigente de um comitê para a definição de objetivos científicos para um instrumento de grandes dimensões.
Em 1966 foi lançado o primeiro Observatório Astronômico Orbital (OAO), da NASA, cujas baterias apresentariam falhas após três dias, terminando a missão; mais tarde, o OAO-2, o projeto sucessor, permitiu fazer observações em ultravioleta das estrelas e galáxias desde o seu lançamento em 1968 até 1972, prazo muito além do tempo de vida planejado de apenas um ano. As missões demonstraram o papel importante que as observações baseadas no espaço poderiam desempenhar na astronomia. Em 1968 a NASA iniciou a elaboração de planos para um telescópio espacial com um espelho de 3 m de diâmetro, conhecido provisoriamente como Grande Telescópio Orbital ou Grande Telescópio Espacial (LST), com lançamento previsto para 1979. Os planos enfatizavam a necessidade de missões tripuladas para a manutenção do telescópio, de forma a justificar um investimento tão caro ao longo de um tempo de vida extenso, e os projetos de pesquisa da tecnologia reutilizável do ônibus espacial (vaivém espacial) indicavam que isso seria possível em pouco tempo.

### A odisseia pelo financiamento
O continuado sucesso do programa OAO encorajava um forte e cada vez maior consenso entre a comunidade astronômica de que o LST devia ser a meta principal. Em 1970 a NASA estabeleceu dois comitês, um para planejar os aspectos de engenharia do projeto, e o outro para estabelecer metas científicas para a missão. Uma vez estabelecidos esses comitês, o desafio seguinte da NASA seria obter financiamento para a construção deste instrumento que seria, de longe, muito mais caro que qualquer outro telescópio terrestre. O Congresso dos Estados Unidos questionou muitos aspectos do orçamento proposto para o telescópio e impôs cortes orçamentais nas fases de planejamento que, na altura, consistiam em estudos muito detalhados sobre quais instrumentos e hardware deveriam ser incluídos no telescópio. Em 1974, cortes no setor público instigados por Gerald Ford forçaram o Congresso a cortar todo o financiamento para o projeto.

Vista explodida do telescópio (em inglês)

Em resposta, surgiu um esforço internacional de pressão coordenado entre astrônomos. Muitos se encontraram pessoalmente com congressistas e senadores, e muitas campanhas de abaixo-assinado foram organizadas. A Academia Nacional de Ciências publicou um relatório enfatizando a necessidade de um telescópio espacial, e eventualmente o Senado concordou com um orçamento que seria metade daquele que o Congresso recusara.
As dificuldades em obter o financiamento levaram à redução da escala do projeto, passando o diâmetro do espelho de 3 m para 2,4 m, quer para reduzir custos, quer para permitir uma configuração mais compacta do hardware do telescópico. Foi descartado um protótipo de menores dimensões (1,5 m), que seria concebido para testar os sistemas a utilizar no satélite principal, e as preocupações com o orçamento despertaram a colaboração da Agência Espacial Europeia (ESA). A ESA concordou em fornecer alguns dos instrumentos para o telescópio, bem como as células solares que iriam fornecer-lhe energia, financiando também 15% dos custos, em troca da garantia de 15% do tempo de observação para astrônomos europeus. O Congresso aprovaria um financiamento de 36 milhões de dólares em 1978. O desenho do LST iniciou-se de imediato, agendando o lançamento para 1983. Durante a década de 1980 o telescópio foi batizado em homenagem a Edwin Hubble, pelas suas descobertas astronômicas revolucionárias, como a expansão do universo.

### Construção, montagem e lançamento
Assim que foi dada luz verde ao projeto, os trabalhos da fase de construção foram divididos entre diversas instituições. O Marshall Space Flight Center ficou responsável pelo controle geral dos instrumentos científicos e controle terrestre durante a missão. O centro Marshall incumbiu a PerkinElmer, uma companhia do ramo da óptica, de conceber o mecanismo de montagem do telescópio (Optical Telescope Assembly - OTA) e os sensores de navegação (Fine Guidance Sensors). A Lockheed ficou responsável pela construção da nave espacial em que o telescópio ficaria alojado.

#### A nave

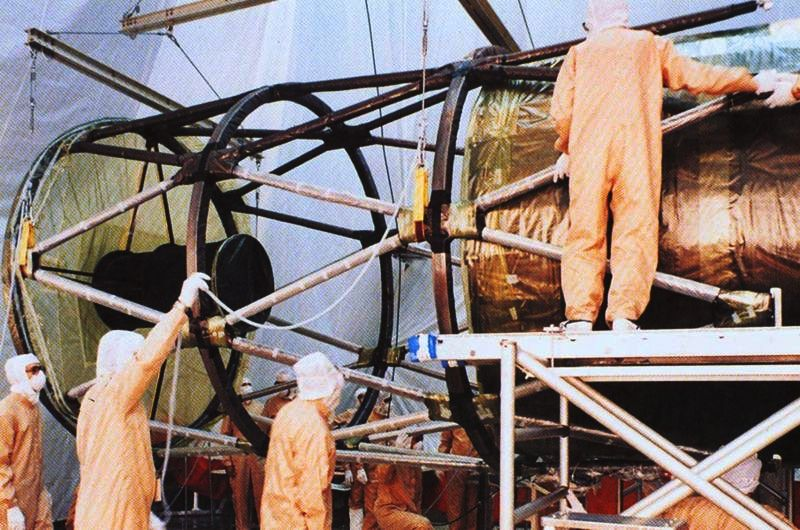
Primeiros estágios da construção do Hubble

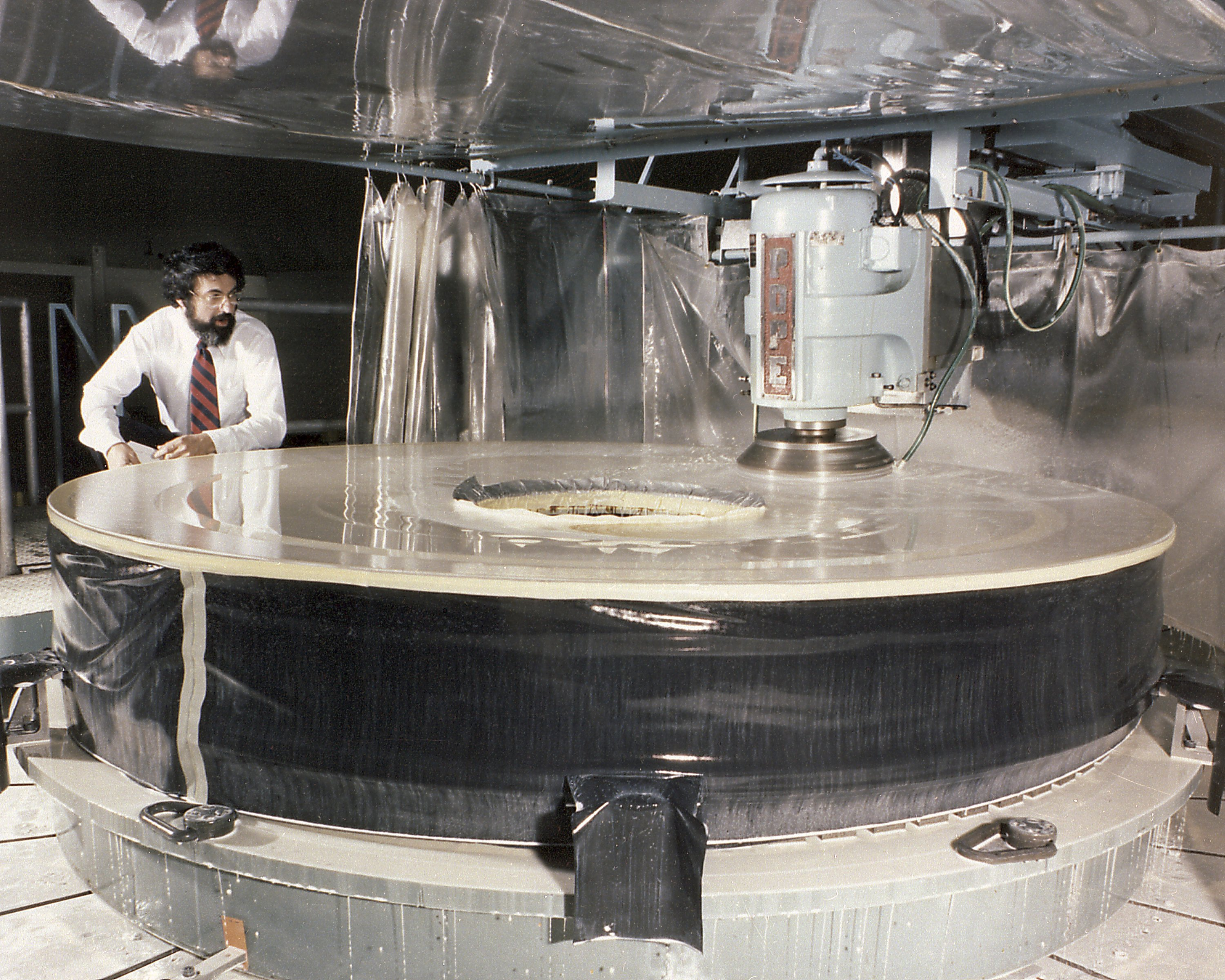
Polimento do espelho primário do Hubble feito pela PerkinElmer Corporation, Danbury, Connecticut, maio de 1979

A nave espacial na qual seriam alojados o telescópio e os instrumentos representava um grande desafio para a engenharia. Teria que suportar adequadamente mudanças frequentes entre a luz direta do Sol e a escuridão da sombra da Terra — que provocam mudanças bruscas na temperatura — enquanto devia permanecer estável o suficiente para permitir o direcionamento preciso do telescópio. Um manto de isolamento de várias camadas mantém a temperatura estável dentro do telescópio, e envolve um casco leve de alumínio dentro do qual o telescópio e os instrumentos são instalados. Dentro deste escudo, uma armação de grafite-epóxi mantém as peças firmemente alinhadas. Uma vez que os compostos de grafite são higroscópicos, havia um risco de que o vapor de água absorvido pela armação durante sua montagem viesse a ser liberado no vácuo do espaço; se isso ocorresse, os instrumentos ficariam cobertos de cristais de gelo. Para reduzir esse risco, foi realizada uma limpeza com gás nitrogênio antes do lançamento.
Enquanto a construção da nave espacial andava bem, a Lockheed ainda experimentava dificuldades com o orçamento e o cronograma, e, no verão de 1985, a construção da nave havia ultrapassado em 30% o orçamento e estava com três meses de atraso. Um relatório disse que a Lockheed tendia a seguir as indicações da NASA, em vez de tomar a iniciativa na construção.

#### Sistema óptico
Opticamente o Hubble é um refletor tipo Cassegrain com um projeto Ritchey-Chrétien. Este projeto, com dois grandes espelhos hiperbólicos, é bom para fotografar um largo campo de vista, mas tem a desvantagem de ser de difícil construção. Os sistemas relacionados com a óptica e os espelhos representavam a parte crucial, e seriam concebidos segundo especificações muito rígidas. Em média, os telescópios usam espelhos polidos para uma precisão de cerca de um décimo do comprimento de onda da luz visível; porém, uma vez que o Hubble seria utilizado para observações na gama do ultravioleta ao infravermelho com uma resolução dez vezes superior aos telescópios antecessores, o espelho teria que ser polido para uma precisão de 10 nanómetros, cerca de 1/65 do comprimento de onda da luz vermelha.
A Perkin-Elmer planejava utilizar maquinaria assistida por computador extremamente sofisticada para modelar o espelho segundo as especificações impostas, mas para o caso da sua tecnologia apresentar dificuldades, a Kodak também foi contratada para construir um espelho de reserva, utilizando as técnicas de polimento tradicionais. A construção do espelho foi iniciada em 1979, utilizando vidro de expansão ultra-reduzida. Para reduzir ao máximo o peso do espelho, este foi acondicionado numa espécie de sanduíche de duas placas de cerca de uma polegada de altura e uma estrutura em forma de colmeia no meio. O polimento prolongou-se de 1979 até maio de 1981. Mais tarde, relatórios da NASA questionaram a estrutura intermédia proposta pela PerkinElmer, o que acarretou complicações de agenda e de orçamento. O espelho foi concluído nos finais de 1981, com o acréscimo de um revestimento reflectivo em alumínio, de espessura de 75 nm, e outro revestimento protetor de fluoreto de magnésio, de 25 nm de espessura, o que permitia aumentar a reflexão da luz ultravioleta.

#### Lançamento

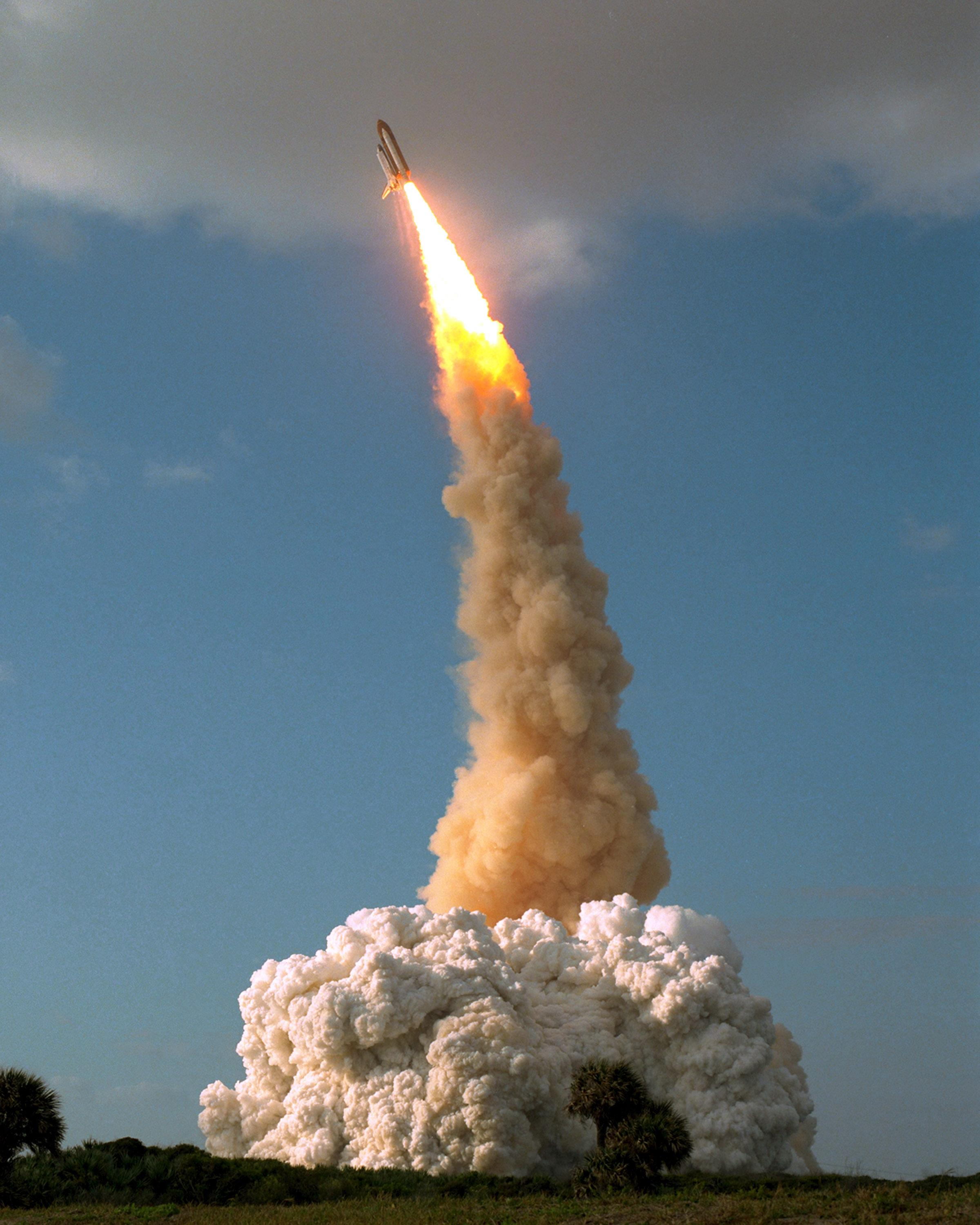
Lançamento do Hubble na missão STS-31 a bordo da Discovery em 24 de abril de 1990

Subsistiam, porém, dúvidas sobre a competência da Perkin-Elmer num projeto desta importância, já que o orçamento e agenda para concluir o OTA continuavam a aumentar. Em resposta a esta agenda, descrita como "não delineada e diariamente alterada", a NASA adiou o lançamento do telescópio para abril de 1985. A agenda da Perkin-Elmer continuou a inflar, a uma taxa de cerca de um mês a cada três meses, tendo-se mesmo verificado, esporadicamente, atrasos de um dia por cada dia de trabalho. Face a isto, a NASA foi forçada a reagendar o lançamento para 1 de março de 1986. Por esta altura, o custo total do projeto tinha atingido 1,175 bilhões de dólares. Além disso, o software necessário para controlar o Hubble em terra não ficou pronto em 1986, e de fato permaneceria inacabado até 1990. Para completar o quadro de dificuldades, no mesmo ano aconteceu o acidente com a nave Challenger, o que provocou um esfriamento no programa espacial. Eventualmente, após a retomada dos voos dos ônibus espaciais em 1988, o lançamento do telescópio foi reagendado para 1990. Por fim, em 24 de abril de 1990, a missão STS-31 do Discovery fez o lançamento do telescópio com sucesso em sua órbita prevista.
Desde a estimativa de custo inicial de cerca de 400 milhões, o telescópio chegou a custar mais de 2,5 bilhões de dólares para construir. Custos cumulativos do Hubble até hoje são estimados entre 4,5 e 6 bilhões, com uma contribuição financeira adicional da Europa de 593 milhões de euros, até a estimativa de 1999.

#### Instrumentos originais

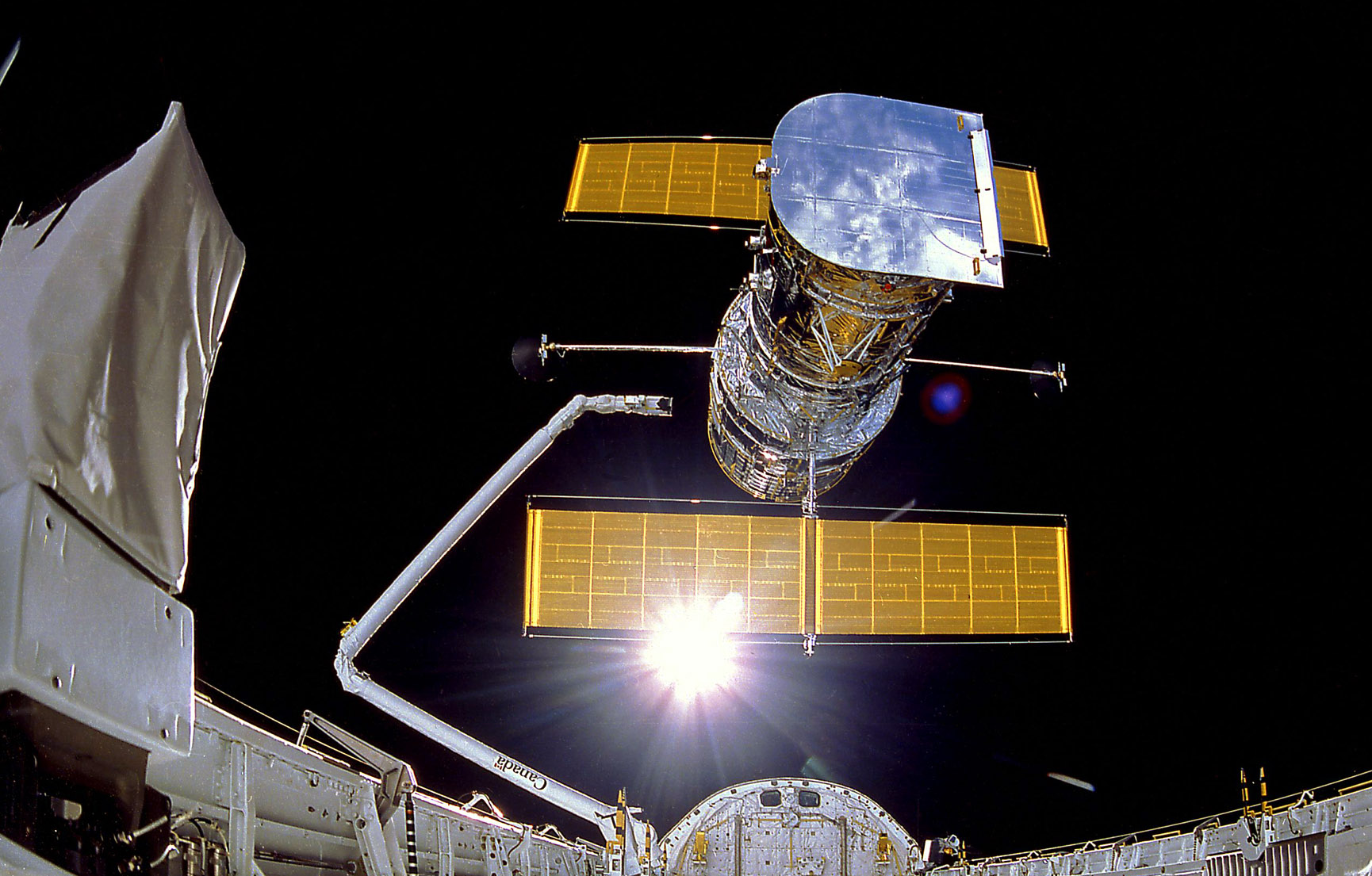
Hubble sendo lançado ao espaço pela Discovery na Missão STS-31

Quando lançado, o Hubble transportava cinco instrumentos científicos: a Wide Field and Planetary Camera (câmera de campo largo e planetário - WF/PC), o Goddard High Resolution Spectrograph (espectrógrafo de alta resolução Goddard - GHRS), o High Speed Photometer (fotômetro de alta velocidade - HSP), a Faint Object Camera (câmera de objetos pálidos - FOC) e o Faint Object Spectrograph (espectrógrafo de objetos pálidos - FOS). A WF/PC era um dispositivo de imagem de alta resolução destinado principalmente para observações ópticas. Foi construído pelo Jet Propulsion Laboratory da NASA, e incorporou um conjunto de 48 filtros de isolamento das linhas espectrais de particular interesse astrofísico. O instrumento continha oito chips CCD divididos entre duas câmeras, cada uma com quatro CCDs. A câmera de campo largo WF contemplou um campo de grande angular em detrimento da resolução, enquanto a câmera planetária PC tomava imagens em um comprimento focal mais eficaz do que os chips WF, dando-lhe uma maior ampliação.
O GHRS foi um espectrógrafo projetado para operar no ultravioleta. Foi construído pelo Goddard Space Flight Center, e podia alcançar uma resolução espectral de 90 000. Também otimizadas para observações ultravioleta eram a FOC e a FOS, que conseguiram a mais alta resolução de todos os instrumentos no Hubble. Ao invés de CCDs, estes três instrumentos utilizaram a contagem digital de fótons como detector. A FOC foi construído pela ESA, enquanto a Universidade da Califórnia em San Diego e a Martin Marietta Corporation construiu o FOS.
O instrumento final era o HSP, projetado e construído na Universidade de Wisconsin-Madison. Foi otimizado para observações em luz visível e ultravioleta de estrelas variáveis e outros objetos astronômicos de brilho variável. Poderia fazer até 100 000 medições por segundo com uma precisão fotométrica de cerca de 2% ou melhor. O sistema de orientação HST também pode ser usado como um instrumento científico. Seus três Fine Guidance Sensors (sensores de orientação fina - FGS) são utilizados principalmente para manter o telescópio apontado com precisão durante a observação, mas também pode ser usado para realizar astrometria extremamente precisa. Já foram obtidas medições de 0,0003 arcsecs.

### Falha no espelho
Dentro de poucas semanas após o lançamento do telescópio, pelas imagens que voltavam, ficou evidente que havia um sério problema com o sistema óptico. Embora as imagens parecessem de início ser mais nítidas do que as imagens obtidas em terra, o telescópio falhou em obter um foco tão exato como esperado. Imagens de fontes pontuais eram difusas em um raio de mais de 1 arcsec, em vez de ter uma função de espalhamento pontual (PSF) dentro de um círculo de 0,1 arcsec de diâmetro, como havia sido especificado nos requisitos técnicos do projeto.

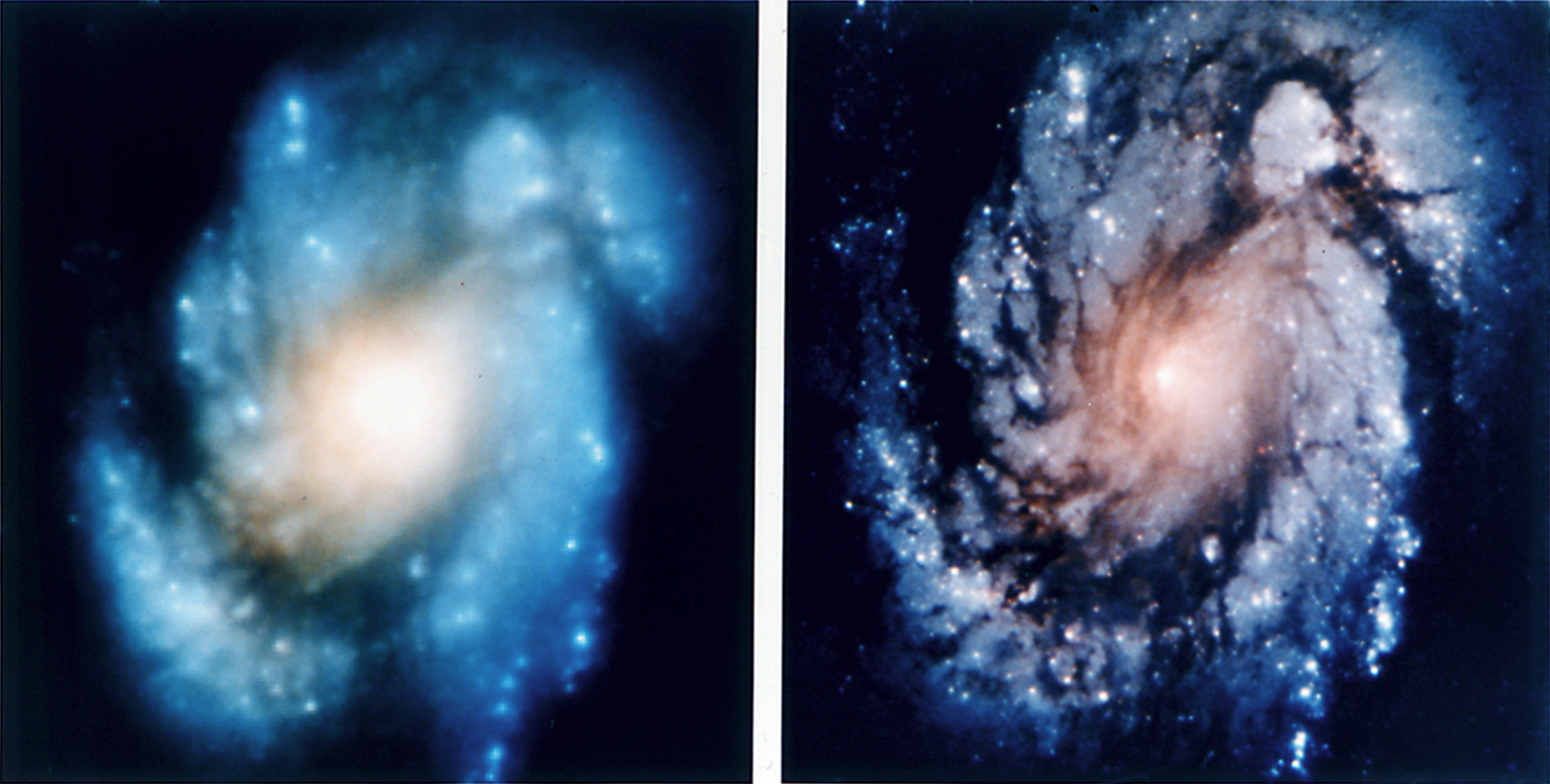
Comparação das imagens antes e depois da correção da falha do espelho

A análise das imagens borradas mostrou que a causa do problema era que o espelho principal tinha sido construído com uma forma errada. Apesar de ter sido provavelmente o espelho mais precisamente construído de todos os tempos, com variações de apenas 10 nanômetros a partir da curva prevista, era plano em demasia nas bordas em cerca de 2 200 nanômetros (2,2 mícrons). Esta diferença foi catastrófica, produzindo uma aberração esférica grave.
A falha do espelho afetou relativamente pouco a observação em alta resolução de objetos brilhantes e a espectroscopia; no entanto, a perda de luz no grande halo desfocado em redor reduzia severamente a utilidade do telescópio para objetos de brilho fraco ou para imagens de alto contraste. Isto significava que quase todos os programas cosmológicos ficavam praticamente inviabilizados, uma vez que exigem a observação de objetos extremamente pálidos. A NASA e o telescópio passaram a ser alvo de muitas piadas, e o projeto foi considerado popularmente como um elefante branco. Por exemplo, na comédia de 1991 The Naked Gun 2 ½: The Smell of Fear, o Hubble foi comparado ao Titanic, ao Hindenburg e ao Edsel. Não obstante, durante os primeiros três anos da missão Hubble, mesmo antes das correções ópticas posteriores, o telescópio conseguiu realizar um grande número de observações produtivas. O erro foi bem caracterizado e era estável, permitindo aos astrônomos otimizar os resultados obtidos através de técnicas compensatórias sofisticadas de processamento de imagem.
Para se corrigir o problema da aberração esférica foi estabelecido o sistema Corrective Optics Space Telescope Axial Replacement (COSTAR), constituído por dois espelhos de compensação da falha. Para ajustar o sistema COSTAR no telescópio, um dos outros instrumentos teve de ser removido, e os astrônomos selecionaram o High Speed Photometer para ser sacrificado. Várias missões do ônibus espacial foram lançadas para consertos, substituição de instrumentos e outros ajustes.

### Missões de serviço

#### Missão 1

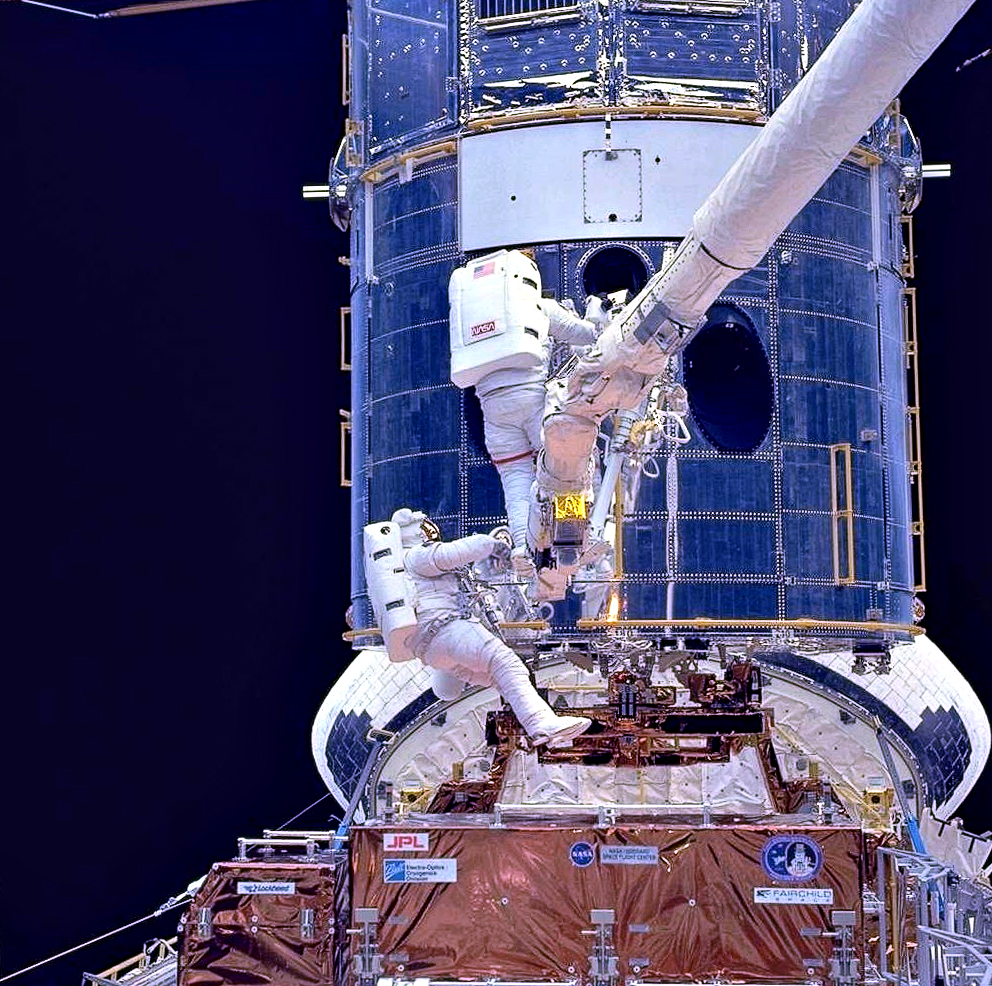
Os astronautas Story Musgrave e Jeffrey Hoffman, na Missão de Serviço 1

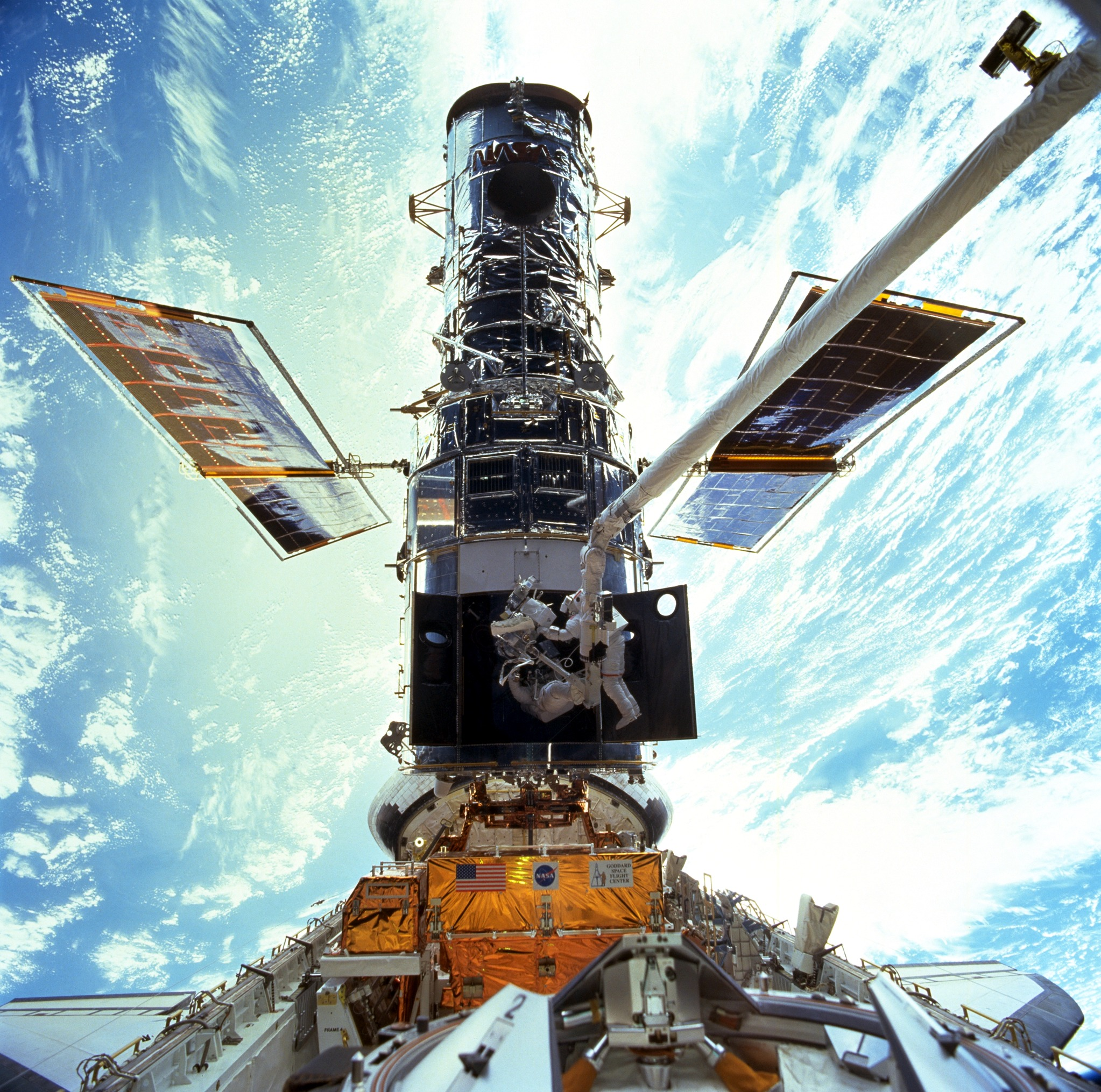
Astronautas trabalhando nos giroscópios durante a Missão 3A

O telescópio havia sido concebido de modo que pudesse sofrer manutenção regular, mas depois que o problema com o espelho veio à tona, a primeira missão de manutenção assumiu uma importância muito maior, e os astronautas teriam que realizar um extenso trabalho no telescópio para instalar a óptica corretiva. Os sete astronautas escolhidos para a missão foram treinados intensivamente no uso das cem ou mais ferramentas especializadas que seriam necessárias. O ônibus espacial Endeavour, em sua missão STS-61, lançada em dezembro de 1993, instalou vários instrumentos e outros equipamentos ao longo de dez dias.
Mais importante, o High Speed Photometer (fotômetro de alta velocidade) foi substituído pelo pacote de lentes corretivas COSTAR e a WFPC foi substituída pela Wide Field and Planetary Camera 2 (WFPC2), com o seu sistema interno de correção óptica. Além disso, os painéis solares e sua unidade de eletrônicos foram substituídos, bem como quatro dos giroscópios utilizados no sistema de direcionamento do telescópio, duas unidades de controle elétrico e outros componentes elétricos, mais dois magnetômetros. Os computadores de bordo foram atualizados e, finalmente, a órbita do telescópio foi retificada, para compensar o decaimento orbital de 3 anos de arrasto pela atmosfera superior. Em 13 janeiro de 1994 a NASA declarou que a missão fora um sucesso e mostrou a primeira imagem nítida obtida com a correção do sistema óptico.

#### Missão 2
A Missão de Serviço 2, conduzida pelo Discovery (STS-82) em fevereiro de 1997, substituiu o GHRS e o FOS do Space Telescope Imaging Spectrograph (STIS) e o Near Infrared Camera and Multi-Object Spectrometer (NICMOS), substituiu um Engineering and Science Tape Recorder por um Solid State Recorder, reparou o isolamento térmico e novamente retificou a órbita do Hubble. O NICMOS continha um dissipador de calor de nitrogênio sólido para reduzir o ruído térmico do instrumento, mas logo depois que ele foi instalado, uma expansão térmica inesperada resultou que parte do dissipador de calor entrou em contato com um defletor óptico. Isto levou a um aumento da taxa de aquecimento no instrumento, reduzindo sua vida útil esperada de 4,5 anos para cerca de dois anos.

#### Missão 3A
A Missão de Serviço 3A (STS-103), conduzida pela Discovery, teve lugar em dezembro de 1999, e foi uma adaptação da Missão de Serviço 3 depois que três dos seis giroscópios a bordo falharam. Um outro falhou poucas semanas antes da missão, tornando o telescópio incapaz de realizar observações científicas. A missão substituiu todos os seis giroscópios, um Fine Guidance Sensor e o computador, instalou um kit de melhoramento de tensão/temperatura (VIK) para impedir que a bateria sobreaquecesse, e substituiu cobertores de isolamento térmico. Embora o novo computador não fosse propriamente uma potência (processador Intel 486 de 25 MHz com dois megabytes de RAM), era 20 vezes mais rápido e tinha seis vezes mais memória que o DF-224 substituído. O novo computador aumentou o rendimento transferindo algumas tarefas de computação feitas no solo para a sonda, e economizou dinheiro permitindo o uso de linguagens de programação modernas.

#### Missão 3B
A Missão de Serviço 3B (STS-109), levada pelo Columbia em março de 2002, instalou um novo instrumento, com a FOC (o último instrumento original) sendo substituída pela Advanced Camera for Surveys (ACS). Isso significava que o COSTAR já não era necessário, uma vez que todos os instrumentos novos foram construídos para compensarem a aberração do espelho principal. A missão também possibilitou a reativação do NICMOS, que tinha perdido a refrigeração em 1999. Um novo sistema de refrigeração foi instalado, que reduziu a temperatura do instrumento o suficiente para que pudesse ser útil novamente. Embora não tão fria quanto o seu projeto original previa, a temperatura se tornou mais estável, o que em muitos aspectos representou uma vantagem. O ACS em particular reforçou as capacidades do Hubble; ele e o NICMOS realizaram as imagens do Hubble Ultra Deep Field.
A missão substituiu os painéis solares pela segunda vez. Os painéis novos foram produzidos a partir dos criados para o sistema Comsat de irídio e eram menores em dois terços do que os antigos, resultando em menos arrasto contra a ténue da atmosfera superior e fornecendo 30% mais energia. A energia adicional permitiu que todos os instrumentos a bordo do Hubble pudessem ser executados em simultâneo, e reduziu um problema de vibração que ocorria quando os painéis antigos, mais rígidos, se expunham ao Sol ou dele se ocultavam. A Power Distribution Unit foi também substituída, a fim de corrigir um problema com relés endurecidos, um procedimento que exigiu o desligamento completo da energia pela primeira vez desde que o telescópio fora lançado.

#### Missão 4

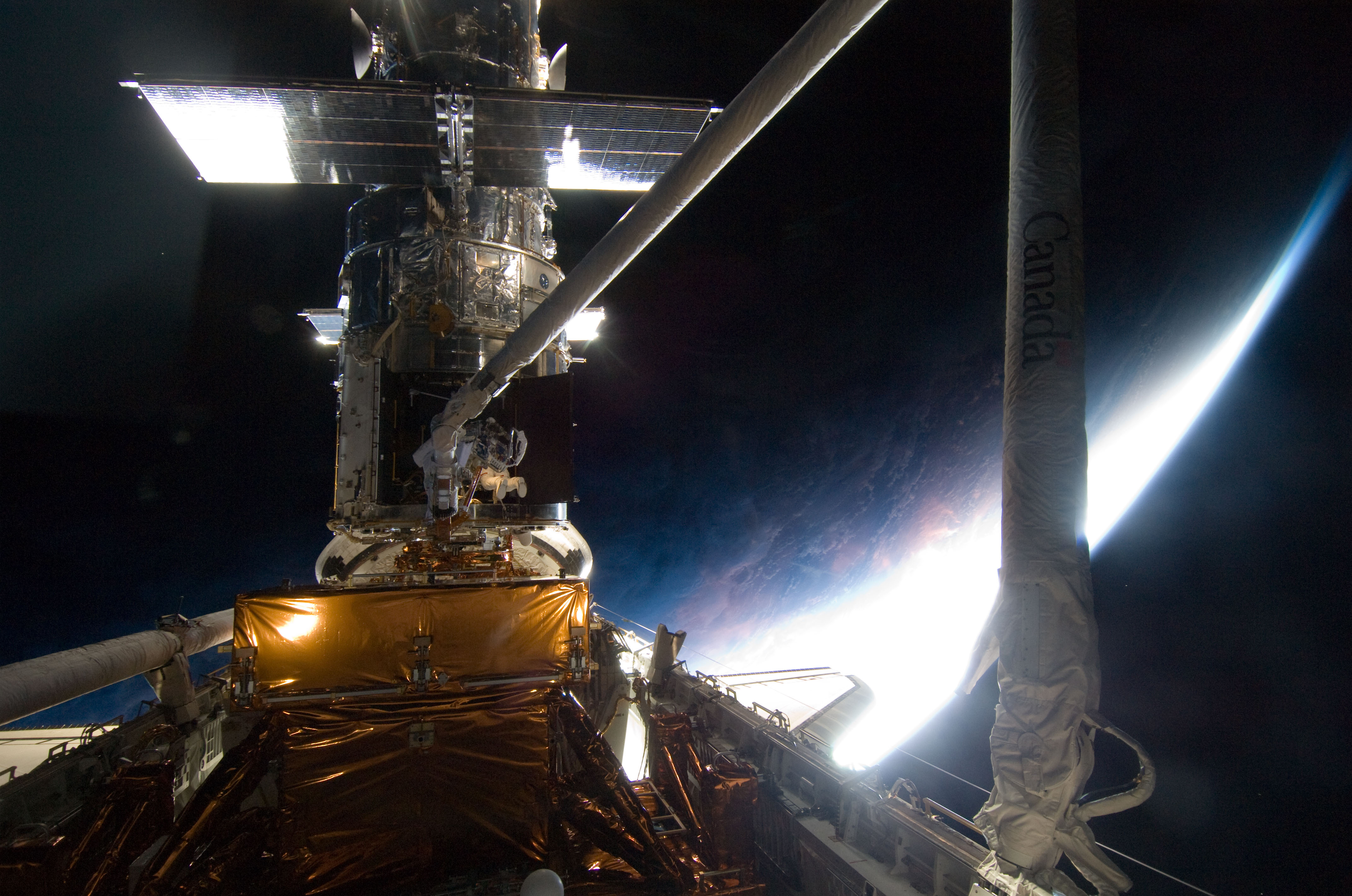
Astronautas trabalhando no Hubble na Missão de Serviço 4

A Missão de Serviço 4, que teve lugar em maio de 2009, foi a última missão do ônibus regular (STS-125) para o Telescópio Espacial Hubble. A missão fora planejada para 14 de outubro de 2008. No entanto, em 27 setembro de 2008 o Science Instrument Command and Data Handling (SIC&DH) do Hubble falhou. Todos os dados científicos passam por esta unidade antes que possam ser transmitidos para a Terra. Embora tivesse uma unidade de backup, se o backup falhasse a vida útil do Hubble estaria encerrada. Por conseguinte, em 29 de setembro de 2008, a NASA anunciou que o lançamento da SM4 seria adiado até 2009 para que a unidade SIC&DH pudesse ser substituída. A SM4, com uma unidade de substituição do SIC&DH, foi lançada a bordo do ônibus Atlantis em 11 de maio de 2009.
Ao longo de cinco caminhadas espaciais, os astronautas instalaram dois novos instrumentos, a Wide Field Camera 3 (câmera de campo largo - WFC3), e o Cosmic Origins Spectrograph (espectrógrafo de origens cósmicas - COS). A WFC3 aumentou a capacidade de observação do Hubble no ultravioleta e na luz visível em até 35 vezes devido à sua maior sensibilidade e maior campo de visão. A missão reparou também dois instrumentos que haviam falhado, a Advanced Camera for Surveys (câmara avançada para pesquisas - ACS) e o Space Telescope Imaging Spectrograph (espectrógrafo de imagens telescópicas espaciais - STIS). Os astronautas realizaram substituições de outros componentes, incluindo três Rate Sensor Units, um dos três Fine Guidance Sensors (FGS), a unidade SIC&DH, todas as seis baterias de níquel-hidrogênio, e três mantas de isolamento térmico de proteção. As baterias nunca tinham sido substituídas e duraram mais de 13 anos além da sua vida prevista.
O Atlantis liberou o Hubble para o espaço em 19 de maio de 2009, depois de todos os reparos serem feitos com sucesso. Depois de testes e calibração, o Hubble retomou a operação de rotina em setembro de 2009. Estes esforços deveriam manter o telescópio em pleno funcionamento pelo menos até 2014, e talvez mais.
O Hubble foi originalmente concebido para ser devolvido à Terra a bordo de um ônibus espacial. Com o encerramento do projeto, não será mais possível. Os engenheiros da NASA desenvolveram o Soft Capture and Rendezvous System (SCRS), um dispositivo em forma de anel que foi anexado à antepara de ré do Hubble durante a SM4, o que permitirá o encontro, captura e descarte seguro do Hubble por uma missão tripulada ou robótica no futuro.

### Modo de segurança
O telescópio espacial Hubble entrou no "modo de segurança" devido a um erro de software por volta das 4 horas da manhã, em 7 de março de 2021. A última vez que o telescópio entrou no modo de segurança foi em 2018. Em 2018, o Hubble entrou em modo de segurança depois que um de seus giroscópios falhou. Cerca de três semanas depois, a equipe conseguiu consertar remotamente um giroscópio de backup que não estava funcionando corretamente, e o Hubble voltou às operações normais. Inicialmente, ainda não estava claro qual erro de software causou o período de hibernação do Hubble em 2021 e quanto tempo demoraria a recuperação.
Em 13 de junho de 2021 o computador que controla e coordena os instrumentos científicos do telescópio deixou de funcionar, voltando a entrar em modo de segurança. A causa do problema não foi identificada, então foi convocada uma equipe extra composta de cientistas aposentados que já haviam trabalhado no projeto e conheciam em detalhe seu funcionamento e estrutura e contribuíram com sua experiência. Vários testes foram realizados para localizar o erro de funcionamento, até que foi sugerido que ele poderia estar na Unidade de Controle de Energia. Para resolvê-lo foram realizados outros testes simulados e foi traçado um plano de ação. O computador principal teve de ser desligado e um computador de backup em modo de segurança assumiu temporariamente o controle. Finalmente, em 15 de julho, depois de uma sequência de comandos que durou 15 horas, e que envolvia procedimentos arriscados nunca antes realizados no espaço, o telescópio voltou a funcionar normalmente.

## Controle em terra

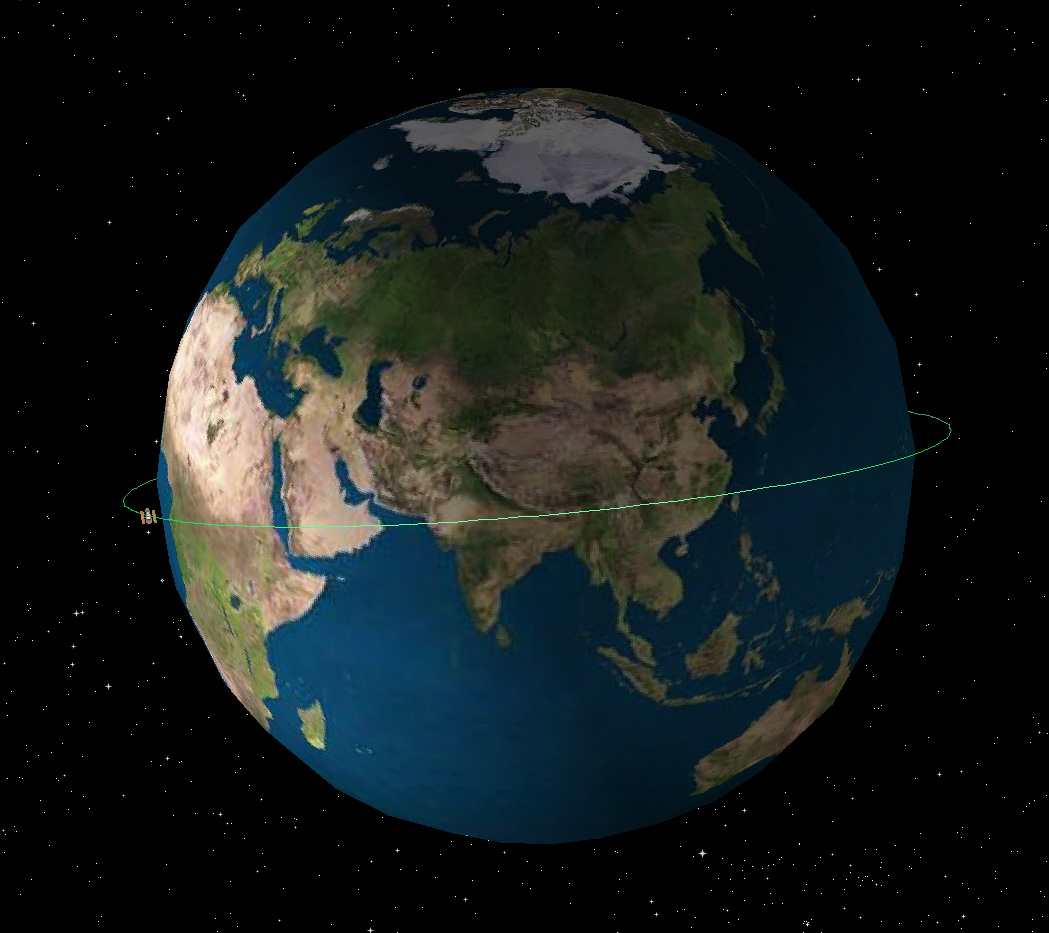
Diagrama da órbita do Hubble

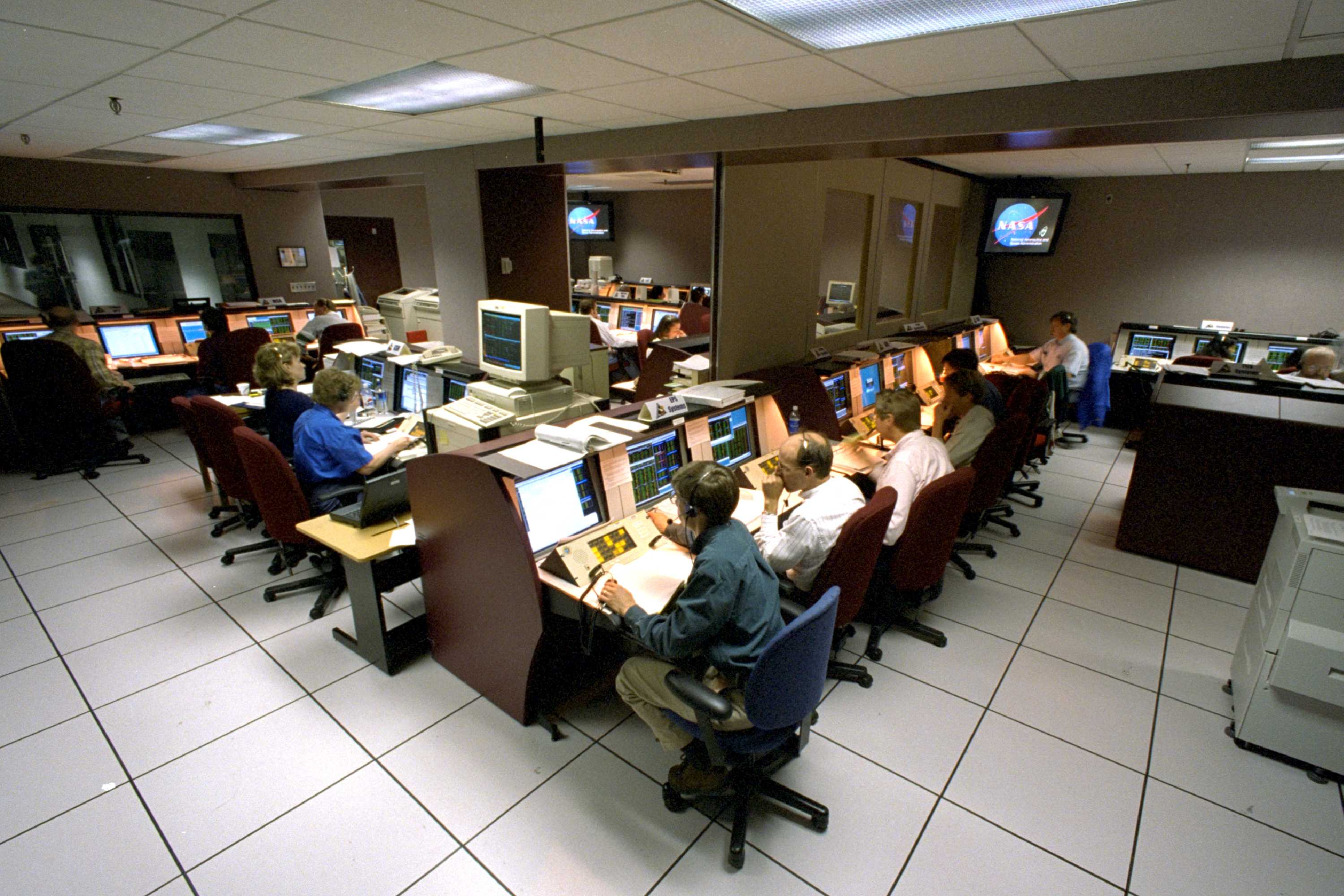
Sala de controle do Hubble no Goddard Space Flight Center em 1999

O Space Telescope Science Institute (STSI) é o responsável pela exploração científica do telescópio e pela liberação de dados para os astrônomos. O STSI é operado pela Association of Universities for Research in Astronomy (AURA), e está localizado em Baltimore, Maryland, no campus de Homewood da Universidade Johns Hopkins, uma das 33 universidades dos EUA e 7 filiais internacionais que compõem o consórcio AURA. O STSI foi criado em 1981, após uma espécie de luta de poder entre a NASA e a comunidade científica em geral. NASA queria manter esta função "em casa", mas os cientistas queriam que fosse baseada em uma instituição acadêmica. Outra tarefa bastante complexa que recai para o STSI é a programação do cronograma de observações do telescópio; os horários de observação são geralmente definidos com pouca antecedência para evitar tornar a agenda rígida demais.
O Hubble está situado em uma órbita baixa da Terra, para que possa ser alcançado pelo ônibus espacial para missões de serviço, mas isso significa que a maioria dos alvos astronômicos são ocultadas pela Terra ao longo de pouco menos da metade de cada órbita. Observações não podem ter lugar quando o telescópio passa pela anomalia do Atlântico Sul, devido aos níveis elevados de radiação, e há também zonas de exclusão consideráveis em torno da Lua, da Terra e do Sol (impedindo observações de Mercúrio). O ângulo de evasão solar é cerca de 50°, que é especificado para impedir a luz do sol de iluminar qualquer parte da OTA. Observações da Terra foram usadas logo no início do programa para gerar campos planos para o instrumento WFPC1. Existe uma chamada "zona de visão contínua" (ZVC), em aproximadamente 90 graus em relação ao plano da órbita do Hubble, em que os alvos astronômicos não são ocultados por longos períodos. Devido à precessão da órbita, a localização da ZVC move-se lentamente durante um período de oito semanas. Porque a parte da Terra está sempre dentro de aproximadamente 30° de regiões dentro do ZVC, o brilho disperso da Terra pode ser elevado por longos períodos durante as observações na ZVC. Como o Hubble orbita na atmosfera superior, muda sua órbita ao longo do tempo de uma forma que não é exatamente previsível. A densidade da atmosfera superior varia de acordo com muitos fatores, e isso significa que a posição prevista do Hubble para o tempo de seis semanas pode ter um erro de até 4 000 km. O apoio de engenharia para o Hubble é fornecido pela NASA e pessoal contratado no Goddard Space Flight Center em Greenbelt, Maryland, 48 km ao sul do STSI. A operação do Hubble é monitorada 24 horas por dia por quatro equipes de controladores de voo que compõem sua Equipe de Operações.

## Da câmara aos cientistas

### Transmissão para a Terra
Os dados recolhidos pelo Hubble eram inicialmente armazenados na nave. À data do seu lançamento, o equipamento de armazenamento consistia em gravadores de fita (cassete), sendo substituídos por dispositivos não-mecânicos durante as missões de assistência 2 e 3A. Depois de armazenados, os dados são transferidos para as instalações em terra através de uma rede de satélites concebida de modo que outros satélites em órbitas baixas possam comunicar com as respectivas instalações de controle de missão durante cerca de 85% do seu tempo em órbita. Esta rede de satélites foi batizada de Tracking and Data Relay Satellite System (TDRSS). Os dados são então retransmitidos para as estações terrestres do TDRSS e, posteriormente, para o Goddard Space Flight Center para arquivamento.

### Arquivo
Todos os dados recolhidos pelo Hubble são eventualmente disponibilizados ao público através dos websites do STSI, CADC e ESO. Porém, o acesso a esses dados é restringido, durante um ano, ao "Investigador Principal" e alguns outros astrônomos por ele designados. No entanto, o Principal pode requerer junto do STSI o alargamento deste prazo.
As observações realizadas durante o tempo atribuído são publicadas imediatamente, sem prazo. Dados sobre a calibragem dos instrumentos e outros frames inutilizados são também publicados sem qualquer atraso. Toda informação constante neste arquivo encontra-se no formato FITS, muito recomendado para análise astronômica, mas não para utilização generalizada. O Hubble Heritage Project processa e publica uma pequena seleção das imagens mais impressionantes nos formatos JPEG e TIFF.

### Redução dopipeline
Os dados astronômicos recolhidos com CCDs devem ser processados/calibrados em várias operações até estarem preparados para análise astronômica. O STSI desenvolveu um software sofisticado que automaticamente calibra os dados sempre que são requisitados do arquivo, usando os melhores parâmetros de calibração possíveis. Este processamento em tempo real implica que requisições de grandes volumes de dados podem demorar um dia ou mais para serem processadas e devolvidas. Este processo de calibração automática é designado de redução do pipeline, e é cada vez mais comum nos observatórios. No entanto, os próprios astrônomos podem requisitar os parâmetros de calibração e executar o software de redução do pipeline localmente, aconselhável quando é necessário utilizar outros parâmetros de calibração que não aqueles selecionados automaticamente.

### Análise dos dados
A análise dos dados recolhidos pelo Hubble pode realizar-se através de vários pacotes, embora o STSI tenha concebido o STSDAS (Space Telescope Science Data Analysis System) especialmente para isso. Além de incluir todas as ferramentas necessárias ao processo de redução do pipeline (para os ficheiros em bruto), dispõe também de várias outras ferramentas de processamento de imagem, especializadas para o tipo de dados recolhidos. O software é executado como um módulo do IRAF, um programa de redução de dados astronômicos muito popular que é executado em várias variantes de Linux e MacOS X.

## Legado

### Impacto na astronomia

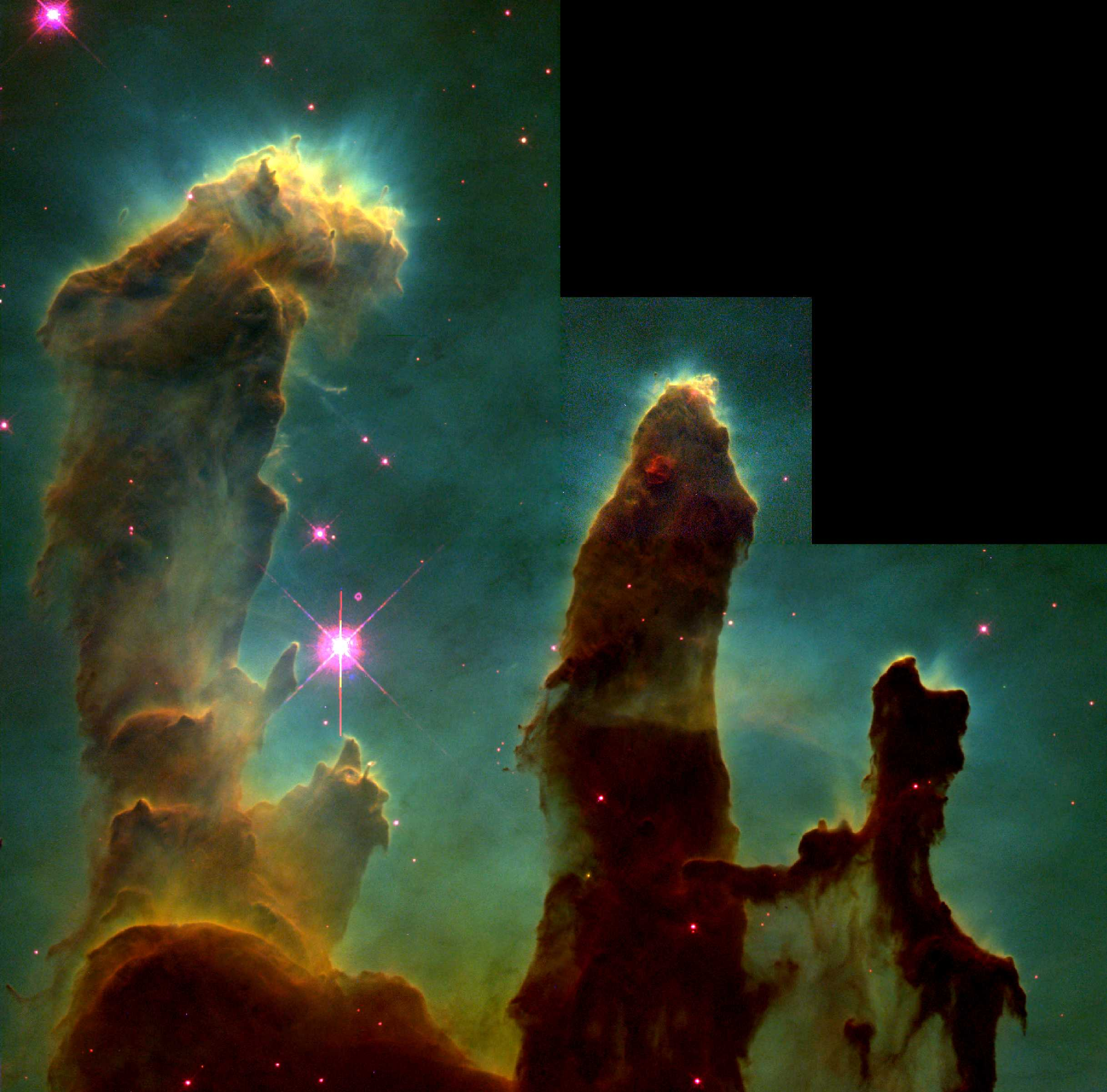
Uma das mais famosas imagens do Hubble, Pilares da Criação mostrando a Nebulosa da Águia

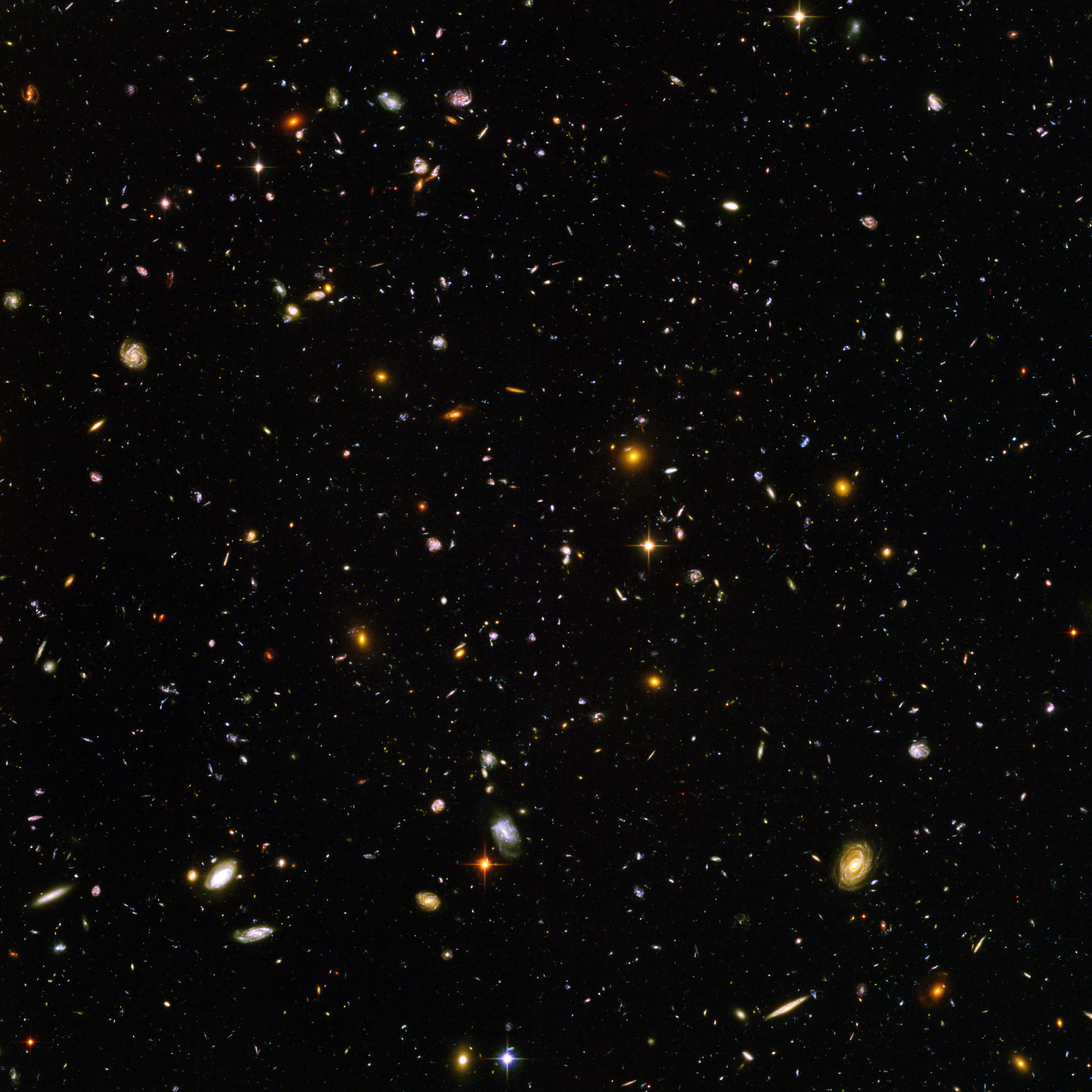
Galáxias distantes no espaço profundo, em uma fotografia conhecida como Hubble Ultra Deep Field

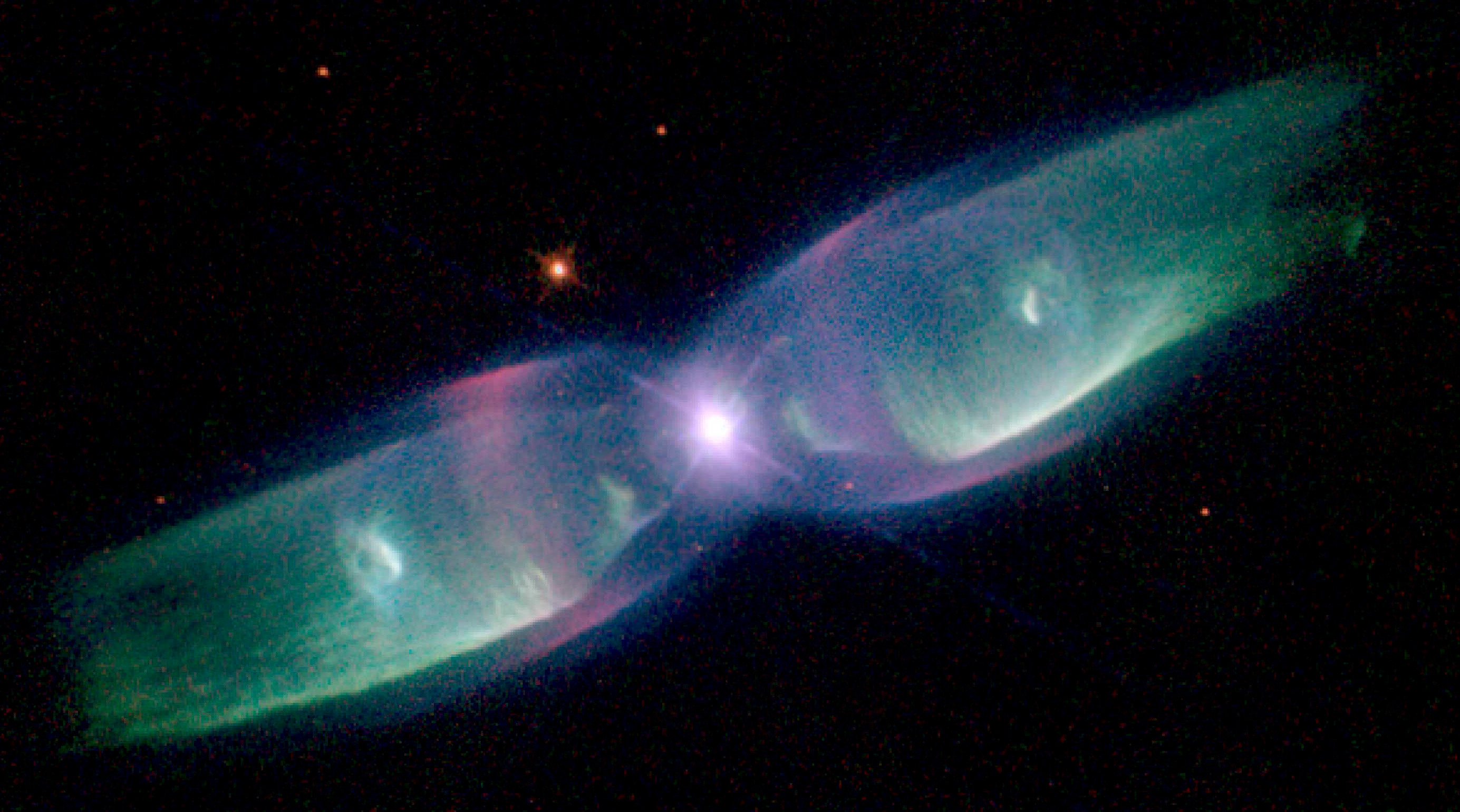
A nebulosa planetária M2-9, apenas uma entre as milhares de estruturas cósmicas fascinantes reveladas pelo Hubble

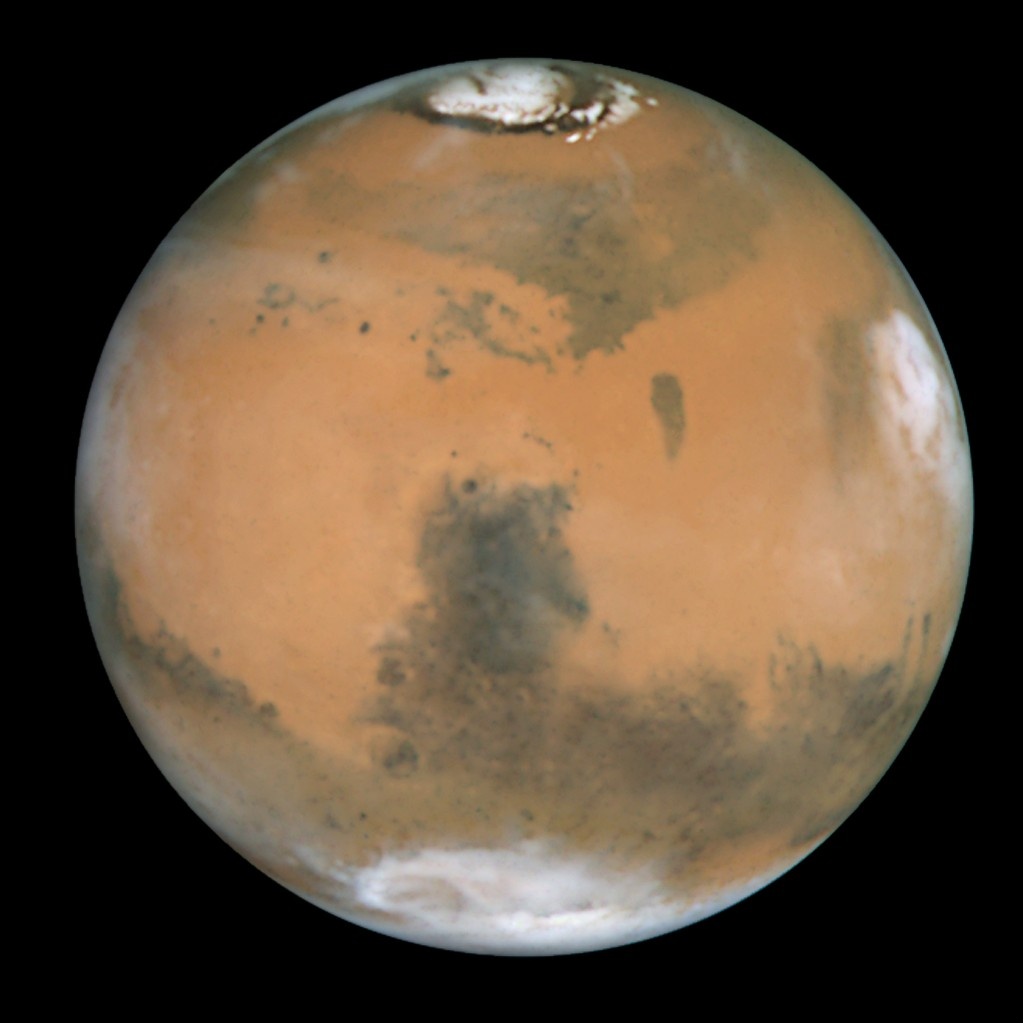
O planeta Marte visto pelo Hubble

O Hubble tem ajudado a resolver alguns antigos problemas da astronomia, bem como revelado novos resultados que exigiram novas teorias para explicá-los. Entre suas principais conquistas está a medição das distâncias das cefeidas com precisão inédita e, com isso, limitando o valor da constante de Hubble - a medida da taxa na qual o universo está em expansão, que também está relacionada com a sua idade. Antes do lançamento do Hubble, as estimativas da constante de Hubble tipicamente tinham erros de até 50%; mas as medições do Hubble de cefeídas no aglomerado de Virgem e outros aglomerados de galáxias distantes forneceu um valor medido com uma precisão de ± 10%, o que é consistente com outras medidas mais precisas feitas desde o lançamento do Hubble usando outras técnicas.
Enquanto o Hubble ajudou a refinar as estimativas da idade do universo, ele também colocou em dúvida as teorias sobre o seu futuro. Astrônomos das equipes High-Z Supernova Search Team e Supernova Cosmology Project usaram o telescópio para observar supernovas distantes e descobriram evidências de que, longe de desacelerar sob a influência da gravidade, o universo pode de fato estar se expandindo em uma taxa de aceleração. Esta aceleração foi posteriormente medida com mais precisão por outros telescópios terrestres e espaciais, confirmando a constatação do Hubble. A causa desta aceleração permanece mal compreendida, mas atribui-se mais comumente à influência da energia escura.
Os espectros e imagens de alta resolução fornecidos pelo Hubble têm sido particularmente úteis para estabelecer a prevalência de buracos negros no núcleo de galáxias próximas. Embora tivesse sido suposto na década de 1960 que os buracos negros seriam encontrados nos centros de algumas galáxias, coube ao Hubble contribuir para mostrar que os buracos negros são, provavelmente, comuns nos centros galácticos, e que as massas dos buracos negros e as propriedades destas galáxias estão intimamente relacionadas.
A colisão do cometa Shoemaker-Levy 9 com Júpiter em 1994 foi um presente para os astrônomos, acontecendo apenas alguns meses após uma missão de manutenção restaurar o desempenho óptico do Hubble. As imagens que o telescópio conseguiu do planeta foram mais nítidas do que quaisquer outras tomadas desde a passagem da Voyager 2 em 1979, e foram cruciais para o estudo da dinâmica da colisão de um cometa com Júpiter, um evento raro. Outras grandes descobertas feitas usando seus dados incluem discos proto-planetários na nebulosa de Orion; evidências da presença de planetas extra-solares em torno de estrelas como o Sol e as contrapartidas ópticas das ainda misteriosas explosões de raios gama. O Hubble também tem sido usado para estudar os objetos nos confins do Sistema Solar, incluindo planetas anões Plutão e Eris.
Um legado único do Hubble são as imagens produzidas pelas câmeras de espaço profundo e ultraprofundo, de sensibilidade inigualável em comprimentos de onda visíveis, criando imagens das mais distantes regiões do céu já obtidas nestes comprimentos de onda. As imagens revelam galáxias a bilhões de anos-luz de distância, e têm tanto gerado como subsidiado uma grande quantidade de trabalhos científicos, abrindo uma nova janela para o Universo primordial.
Outros fatos mostram o impacto positivo do telescópio na astronomia. Mais de 9 000 trabalhos com base em dados do Hubble foram publicados em jornais peer-reviewed, e inúmeros outros surgiram em anais de eventos. Em média, um trabalho com base em dados do Hubble recebe cerca de duas vezes mais citações do que os com base em dados não-Hubble. Dos 200 artigos científicos publicados a cada ano que recebem mais citações, cerca de 10% são baseadas em dados do Hubble.
Embora o Hubble tenha claramente um impacto significativo na pesquisa astronômica, o custo financeiro desse impacto tem sido grande. Um estudo sobre os impactos relativos à astronomia de tamanhos diferentes de telescópios descobriu que enquanto os trabalhos com base em dados do Hubble geram 15 vezes mais citações do que os baseados em telescópios de terra, os custos de construção e manutenção do Hubble são cerca de 100 vezes maiores.
Tomar a decisão entre investir em telescópios terrestres ou espaciais no futuro é algo complexo. Mesmo antes do Hubble ser lançado, técnicas especializadas terrestres obtiveram imagens ópticas e infravermelhas de resolução mais alta do que o Hubble, embora restritas a alvos cerca de 100 vezes mais brilhantes que o menor alvo observado por ele. Desde então, os avanços na óptica adaptativa estenderam os recursos de alta resolução de telescópios terrestres para a imagem infravermelha de objetos fracos. A utilidade da óptica adaptativa versus as observações do Hubble depende fortemente dos detalhes particulares da pesquisa a ser feita. Nas faixas visíveis, a óptica adaptativa só pode corrigir um campo relativamente pequeno de vista, enquanto o Hubble pode produzir imagens ópticas de alta resolução ao longo de um vasto campo. Apenas uma pequena fração de objetos astronômicos pode ser registrada em alta resolução a partir da Terra; em contraste, o Hubble pode realizar observações de alta resolução de qualquer parte do céu noturno, e em objetos extremamente pálidos.

### Popularização da ciência
Sempre foi parte importante da missão do Hubble capturar a imaginação do público, dada a considerável população de contribuintes que possibilitaram a sua construção e o financiamento dos custos operacionais. Várias iniciativas têm contribuído para manter o público informado sobre as suas atividades. O Hubble Heritage Project foi criado para produzir imagens de alta qualidade para consumo público dos objetos mais interessantes e marcantes observados. A equipe do projeto é constituída por astrônomos amadores e profissionais, bem como de pessoas com experiência além da astronomia, e enfatiza o caráter estético das imagens. O projeto dispõe de um certo tempo de observação no cronograma do telescópio para produzir imagens inéditas em cores. Além disso, o STSI mantém vários sites para o público em geral, contendo imagens do Hubble e informações sobre o telescópio. A divulgação é coordenada pelo Office for Public Outreach, que foi criado em 2000 para garantir que os contribuintes dos EUA vejam os benefícios de seus investimentos no programa do telescópio espacial.
Desde 1999 as atividades do Hubble são divulgadas na Europa pelo Hubble European Space Agency Information Centre (HEIC). Este departamento foi criado no Space Telescope - European Coordinating Facility (ST-ECF), em Munique, na Alemanha. A missão do HEIC é cumprir as tarefas de divulgação e educação do Hubble para a Agência Espacial Europeia (ESA). O trabalho é centrado na produção de notícias e fotos interessantes que destacam os resultados do Hubble para a ciência e a contribuição de cientistas europeus para o observatório. O grupo também produz versões em vídeo e outros materiais de ensino. O Telescópio Espacial Hubble já recebeu dois prêmios Space Achievement Awards da Space Foundation por suas atividades de divulgação, em 2001 e 2010.

## Outras imagens

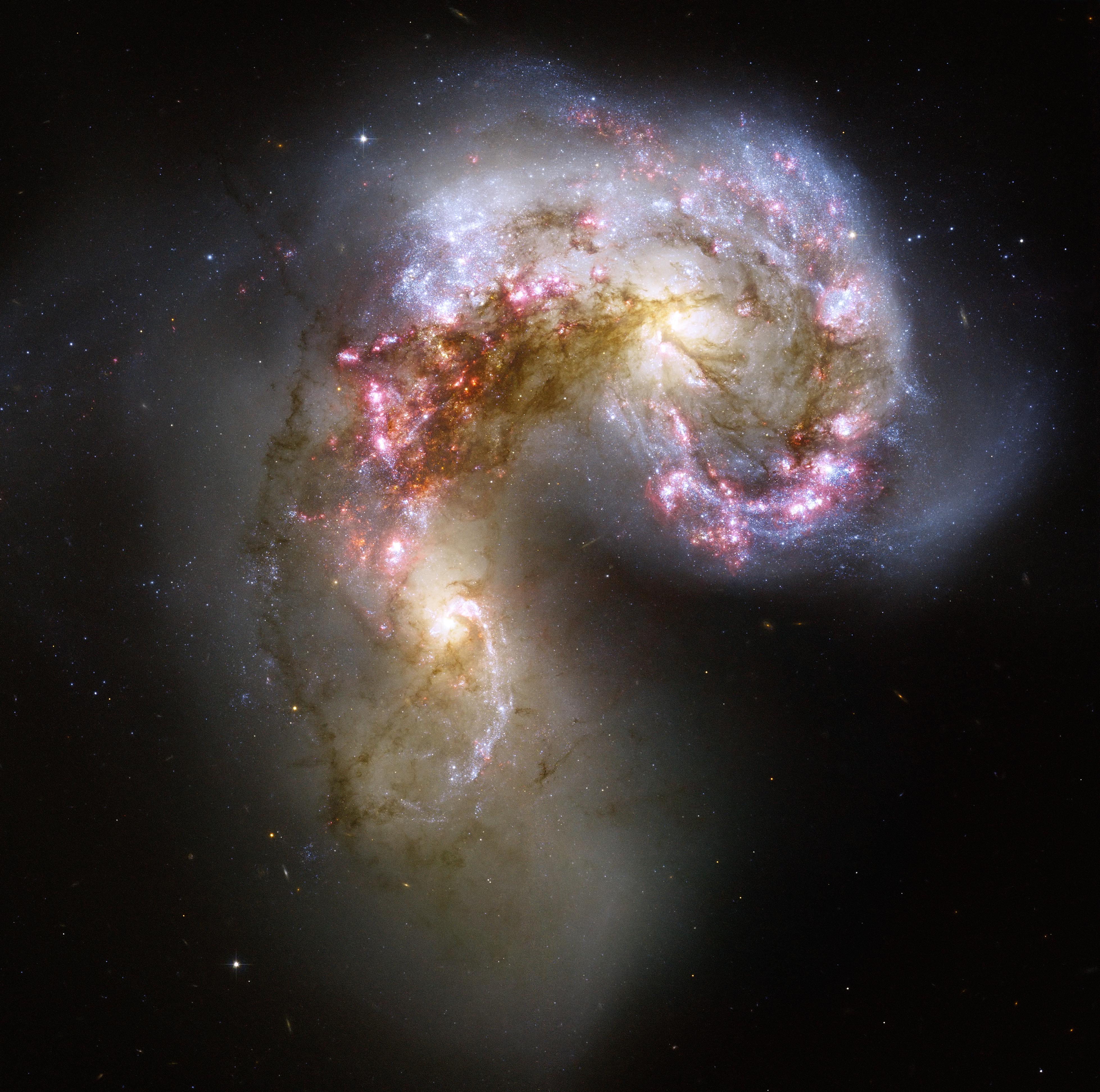
Galáxias Antennae em interação
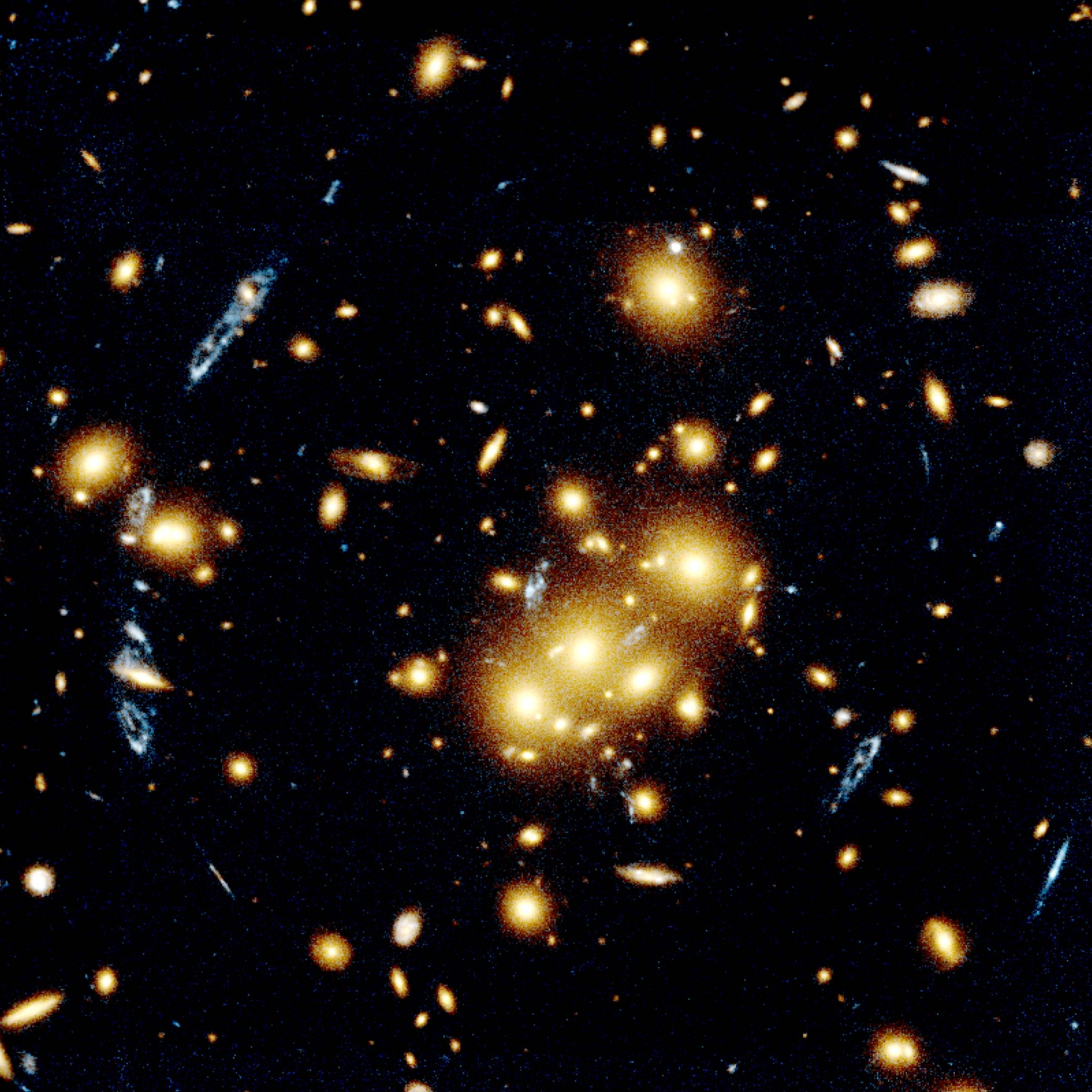
Efeito de lente gravitacional
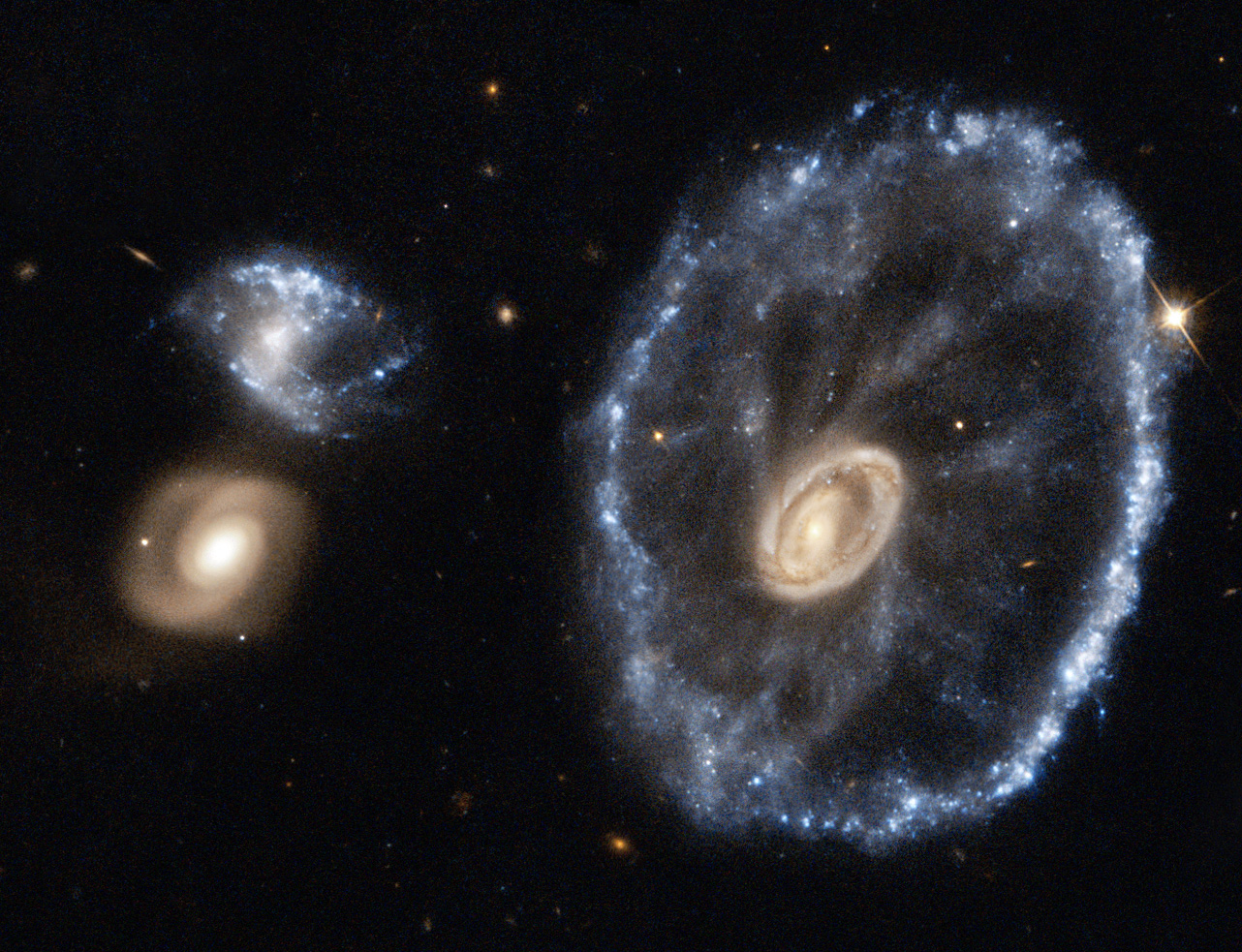
Galáxia Cartwheel
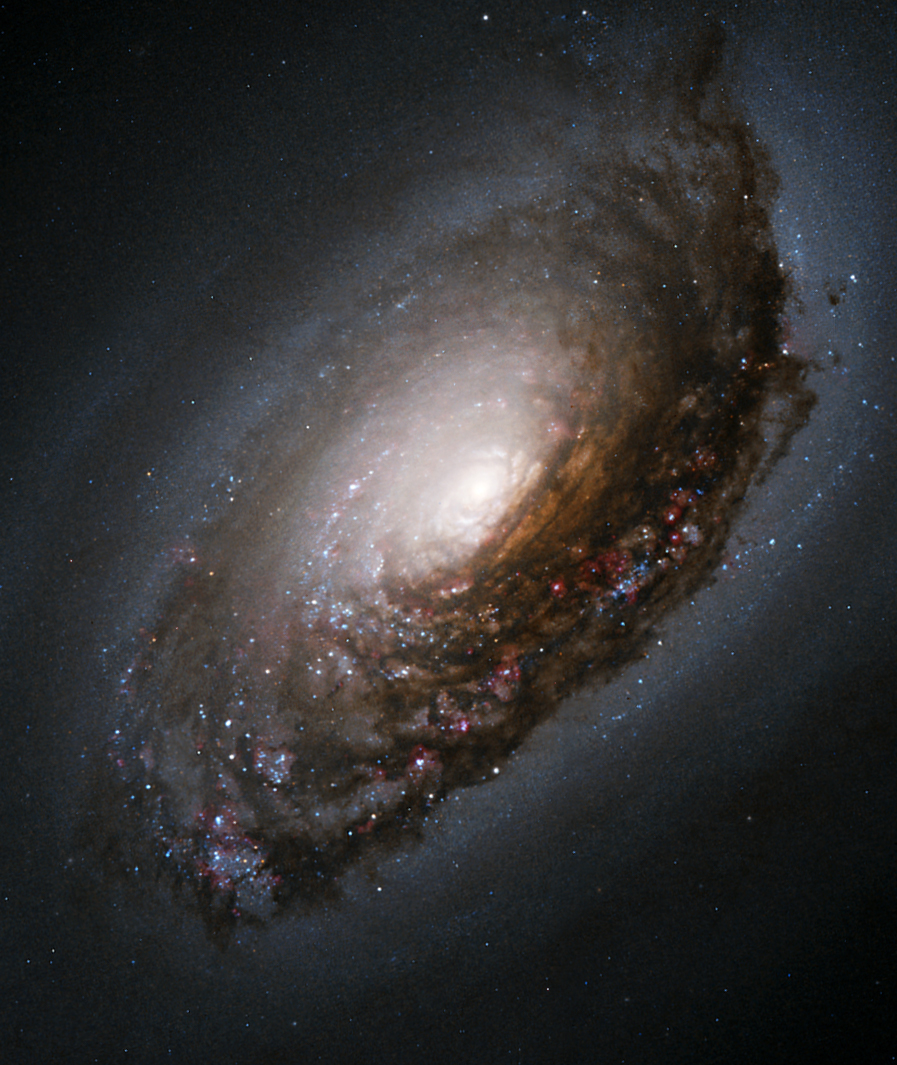
Galáxia Olho Negro

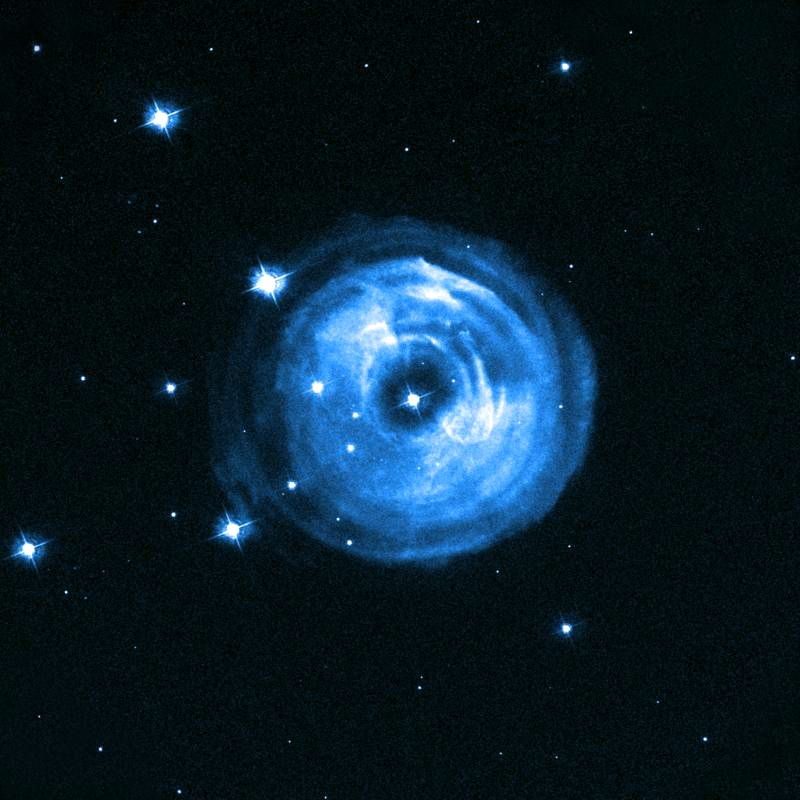
Eco de luz em torno de V838 Monocerotis
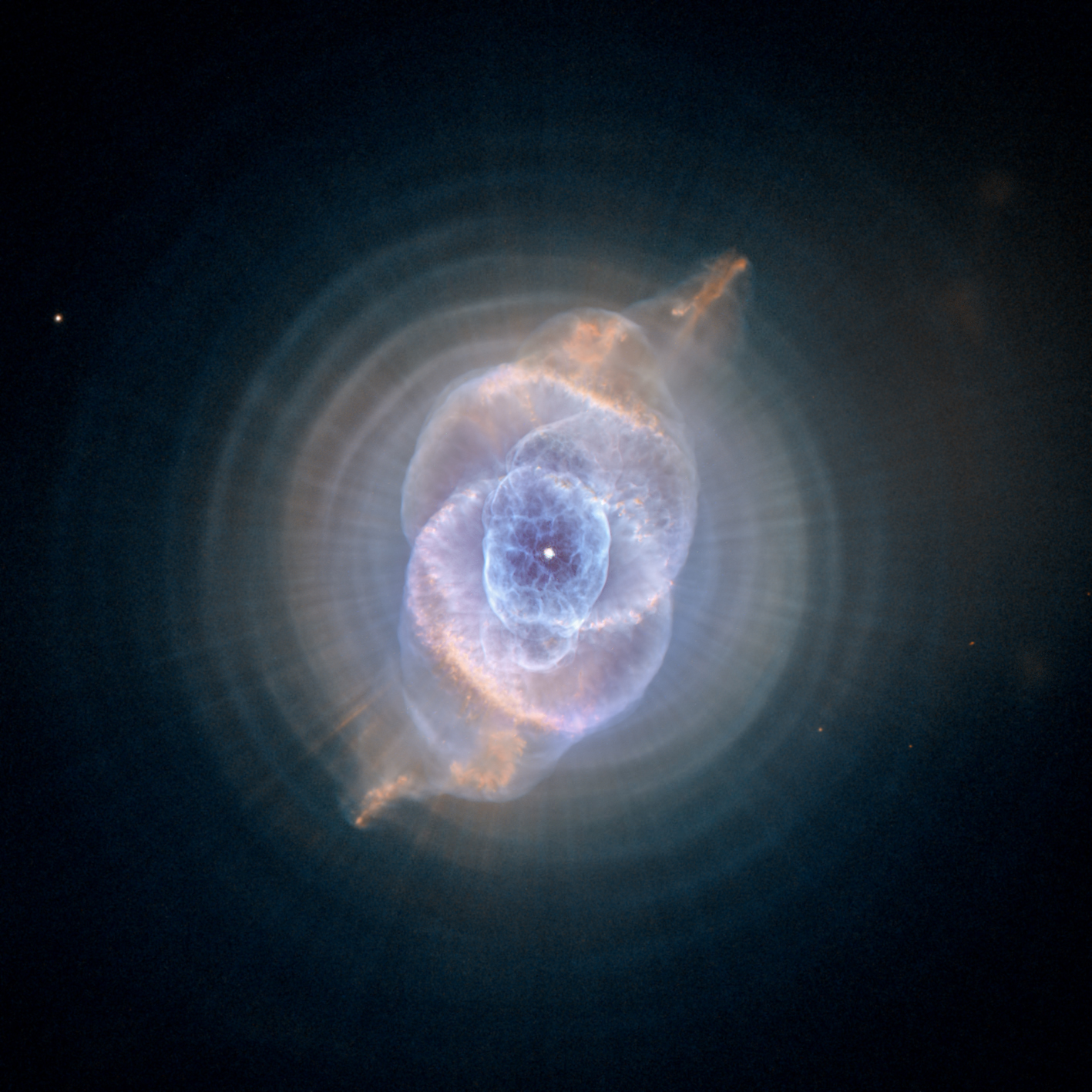
Nebulosa Olho de Gato
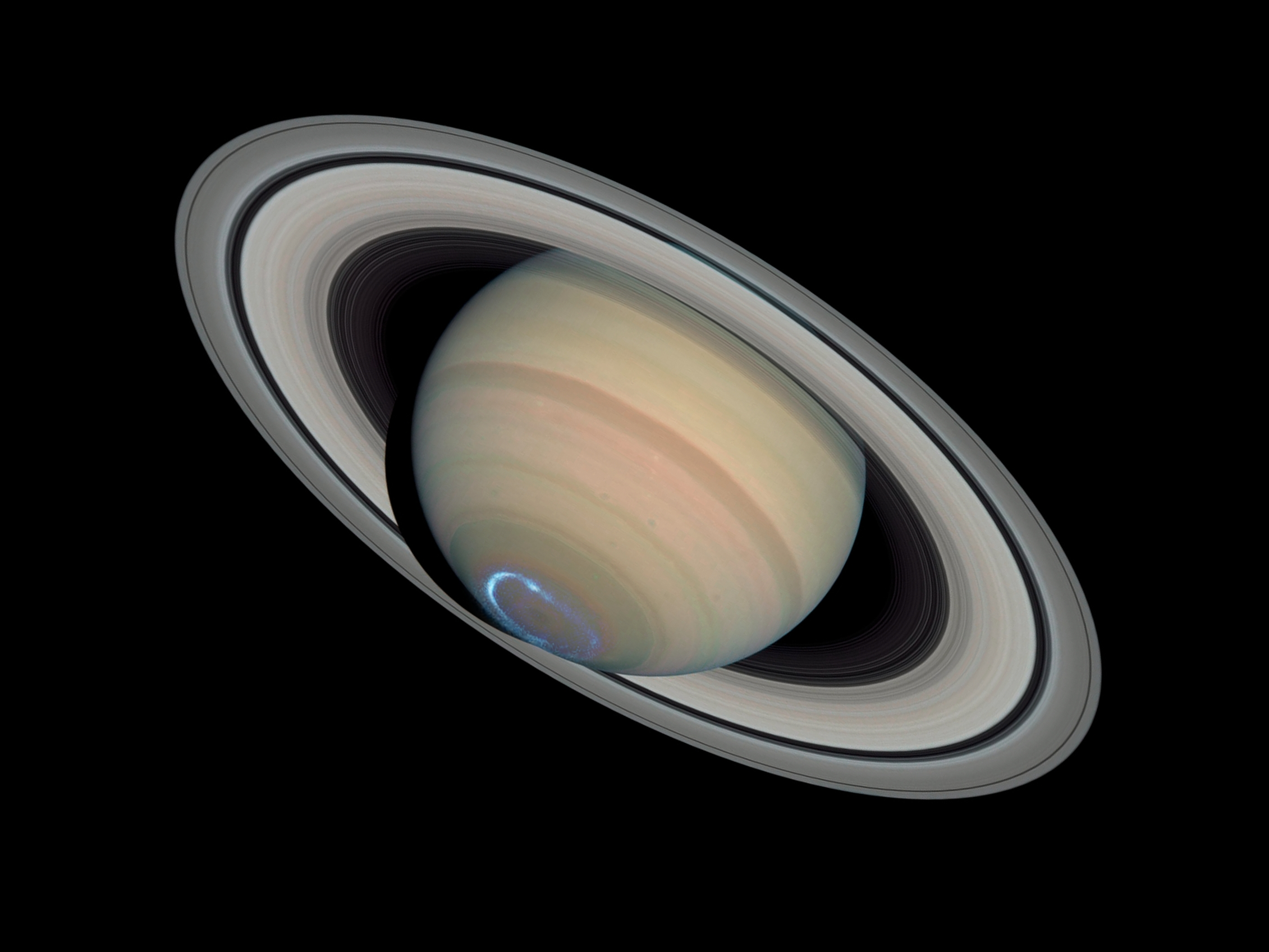
Auroras em Saturno
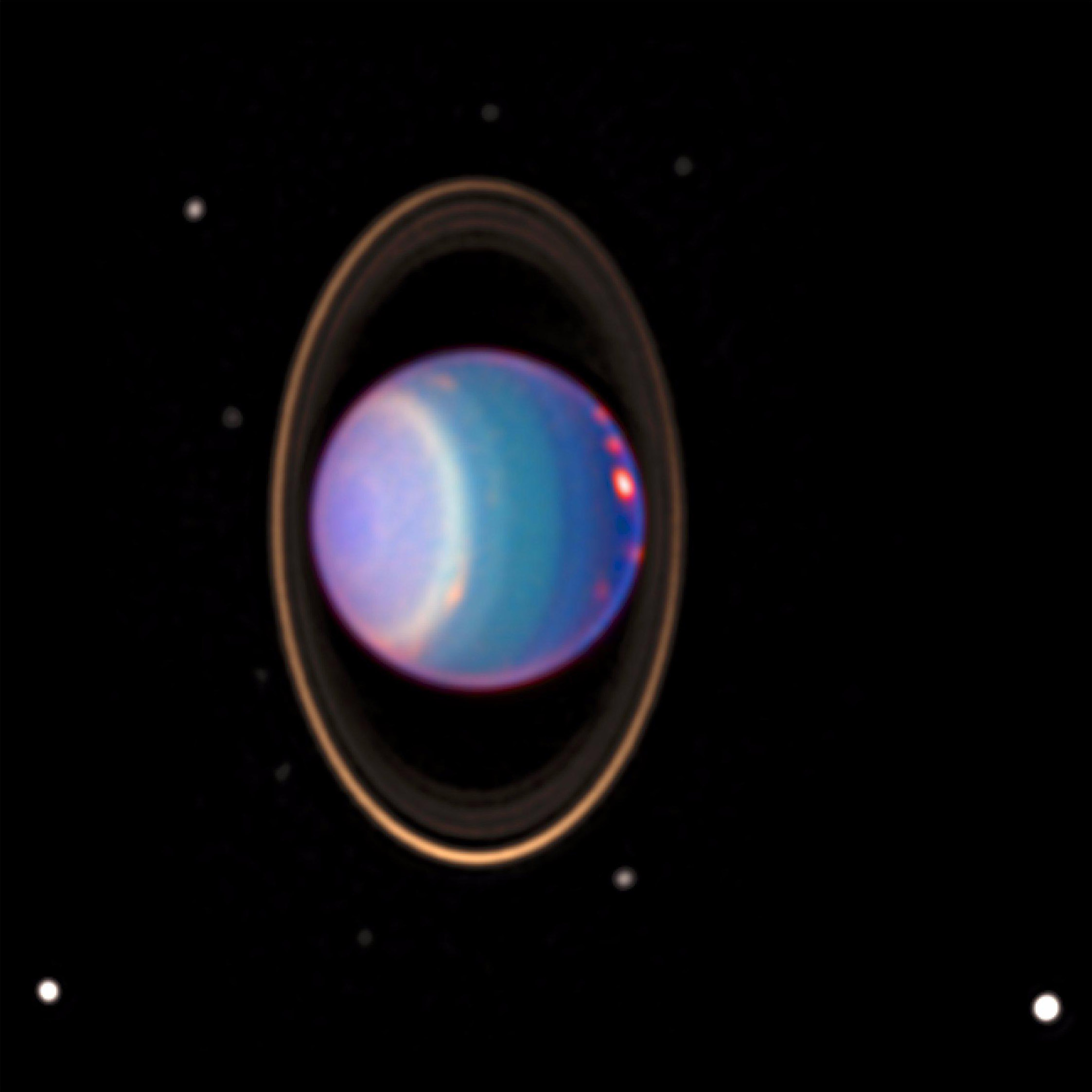
Urano com seus anéis e luas